# Austin Metro
El Mini Metro fou un cotexe considerat dels segments B i A produït per la British Leyland (BL) i, posteriorment, pel Grup Rover entre els anys 1980 i 1998. Fou presentat l'any 1980 amb el nom de Austin Mini Metro. Desenvolupat amb el nom en codi LC8, inicialment, tenia l'objectiu de complementar i, possiblement, reemplaçar el Mini Minor.

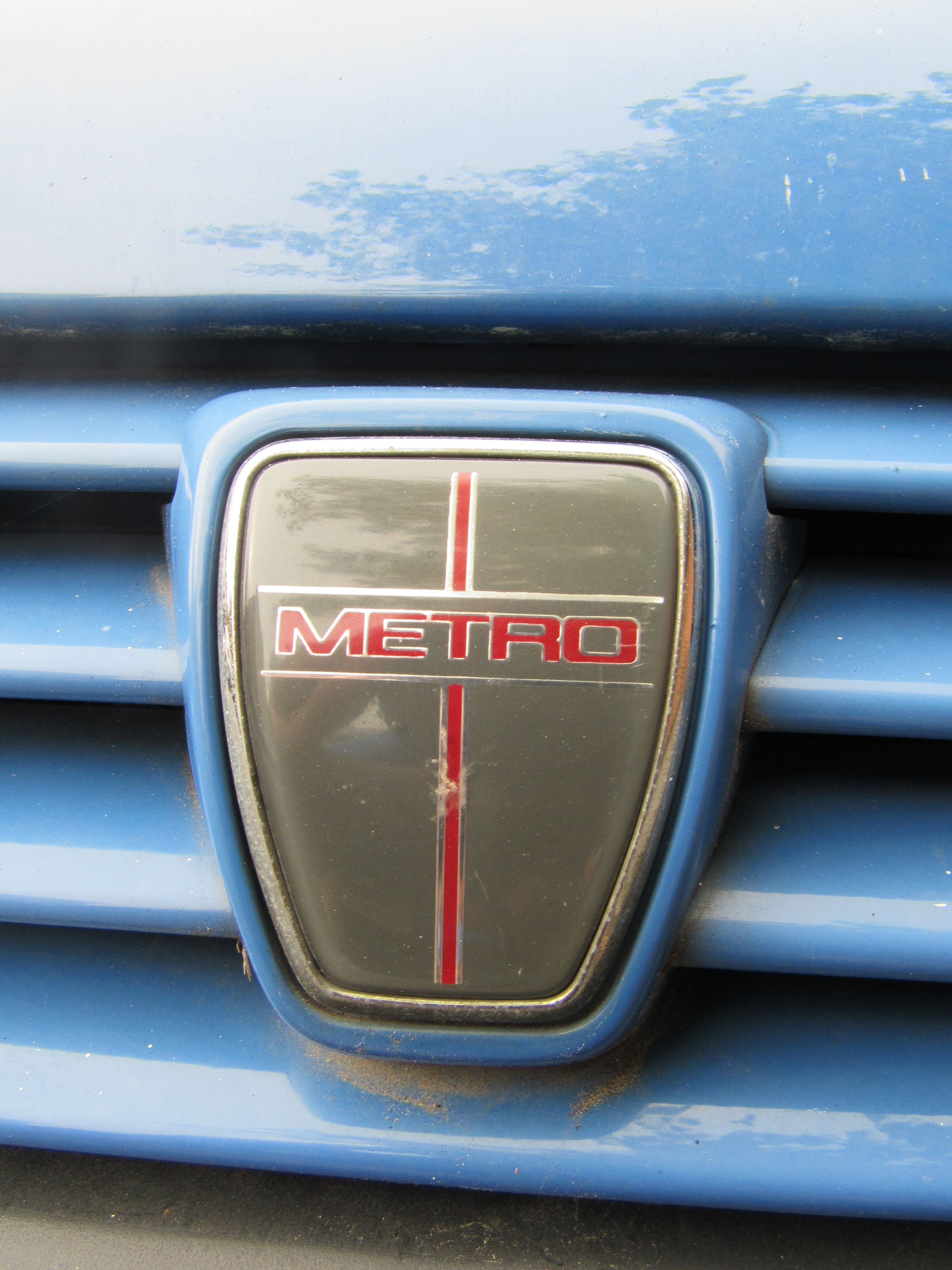
Logotip del Metro entre 1987 i 1990, quan fou marca única

Durant els seus 18 anys de producció, el Mini Metro va tindre molts i diversos noms: Austin Metro, MG Metro i Rover Metro. Al desembre de 1994, fou reanomenat com a Rover 100. Algunes versions amb carrosseria de furgoneta van ser conegudes com a Morris Metro i, posteriorment, Metrovan.
En el moment de la seua presentació, el Mini Metro fou comercialitzat per la marca Austin. A partir de l'any 1982, també va ser comercialitzat per la marca MG. L'any 1987 el model va perdre el nom d'Austin i passà a ser comercialitzat únicament amb el nom de Metro. Des de l'any 1990 fins a la fi de producció l'any 1998, el metro fou comercialitzat únicament sota la marca Rover.
Tot i que la tercera generació del Rover 200, presentada l'any 1995 i de dimensions més reduïdes que els seus predecessors, havia estat originalment dissenyada per tal de reemplaçar el Metro, quan el 200 va ser comercialitzat es desestimà el pla. El Rover 100 va deixar de produir-se finalment l'any 1998, sent sobrevivit en tres anys pel Mini Minor, el model al qual el metro havia de substituir originalment. Es produïren 2.078.218 unitats en qualsevol de totes les carrosseries disponibles.

## Austin Metro (1980-1990)

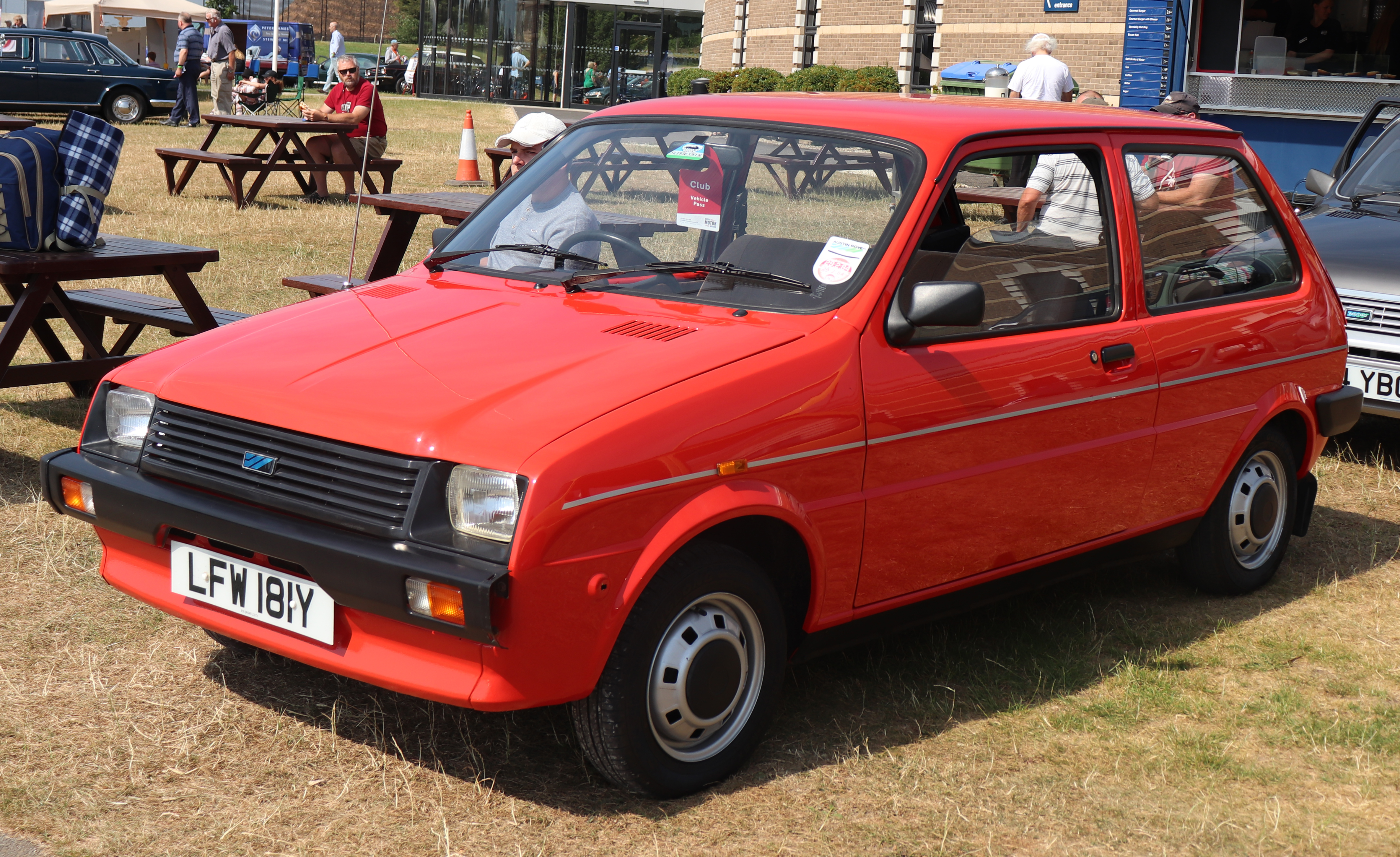
Austin Metro MKI 1.0 (1983)

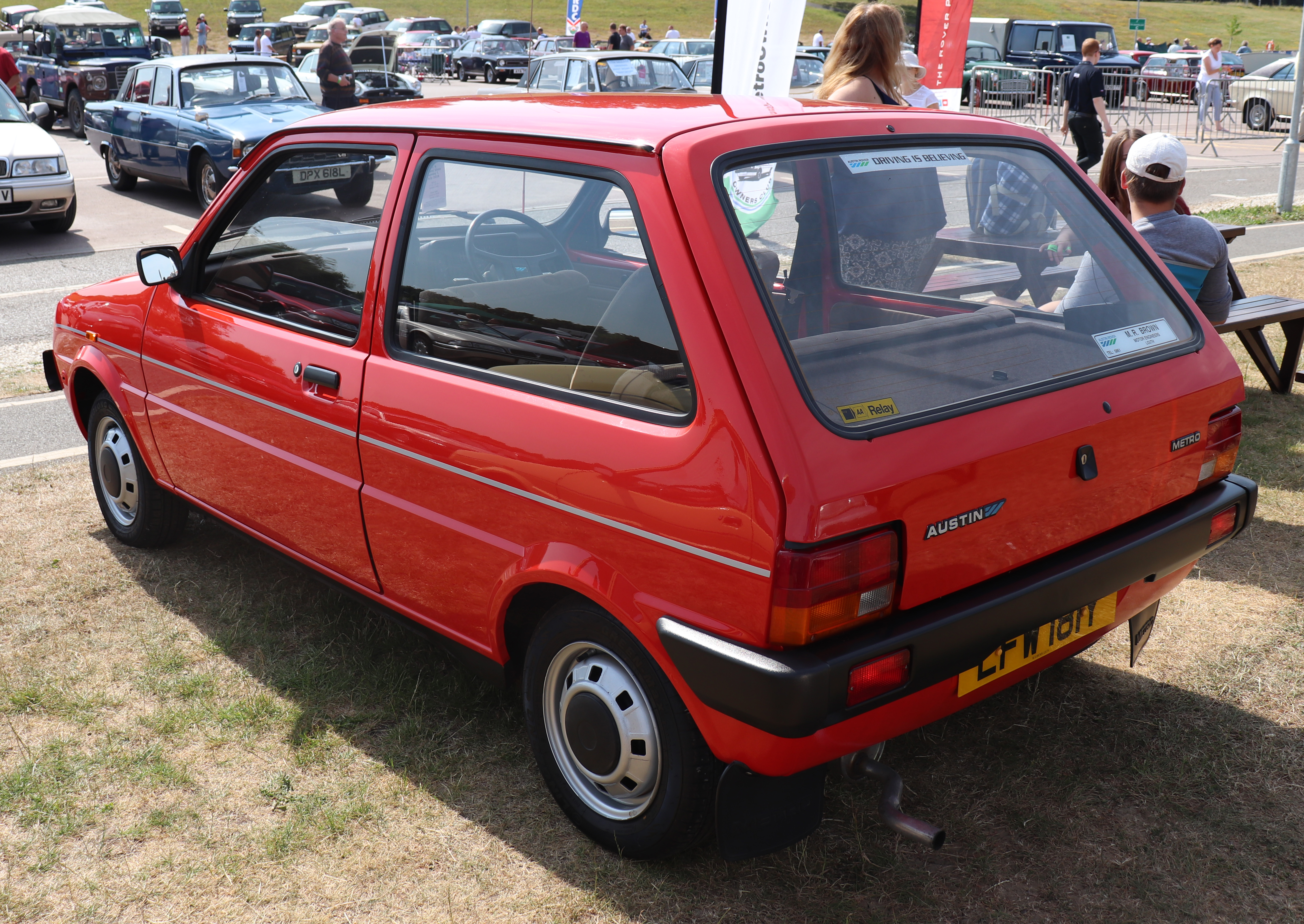
Austin Metro MKI 1.0 (1983)

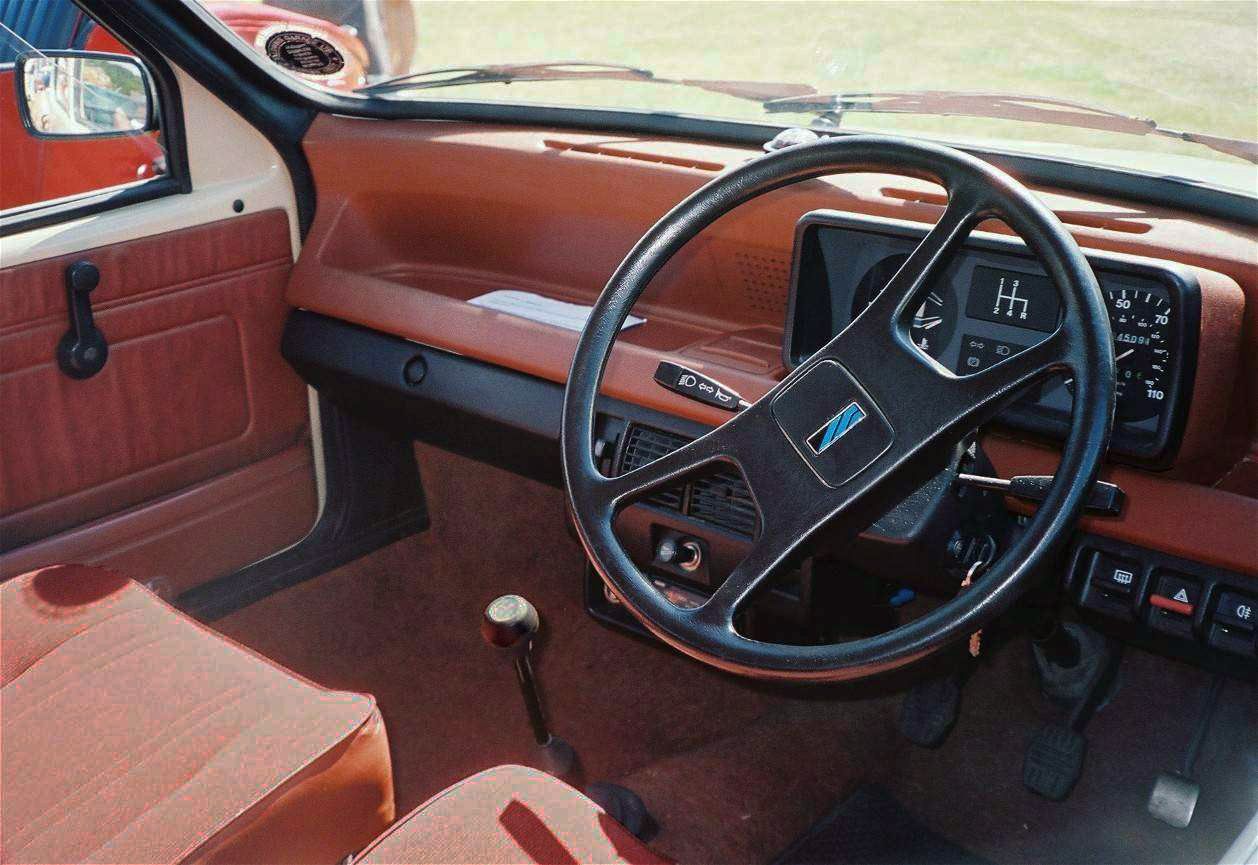
Interior Austin Metro MKI 1.0 L (1980)

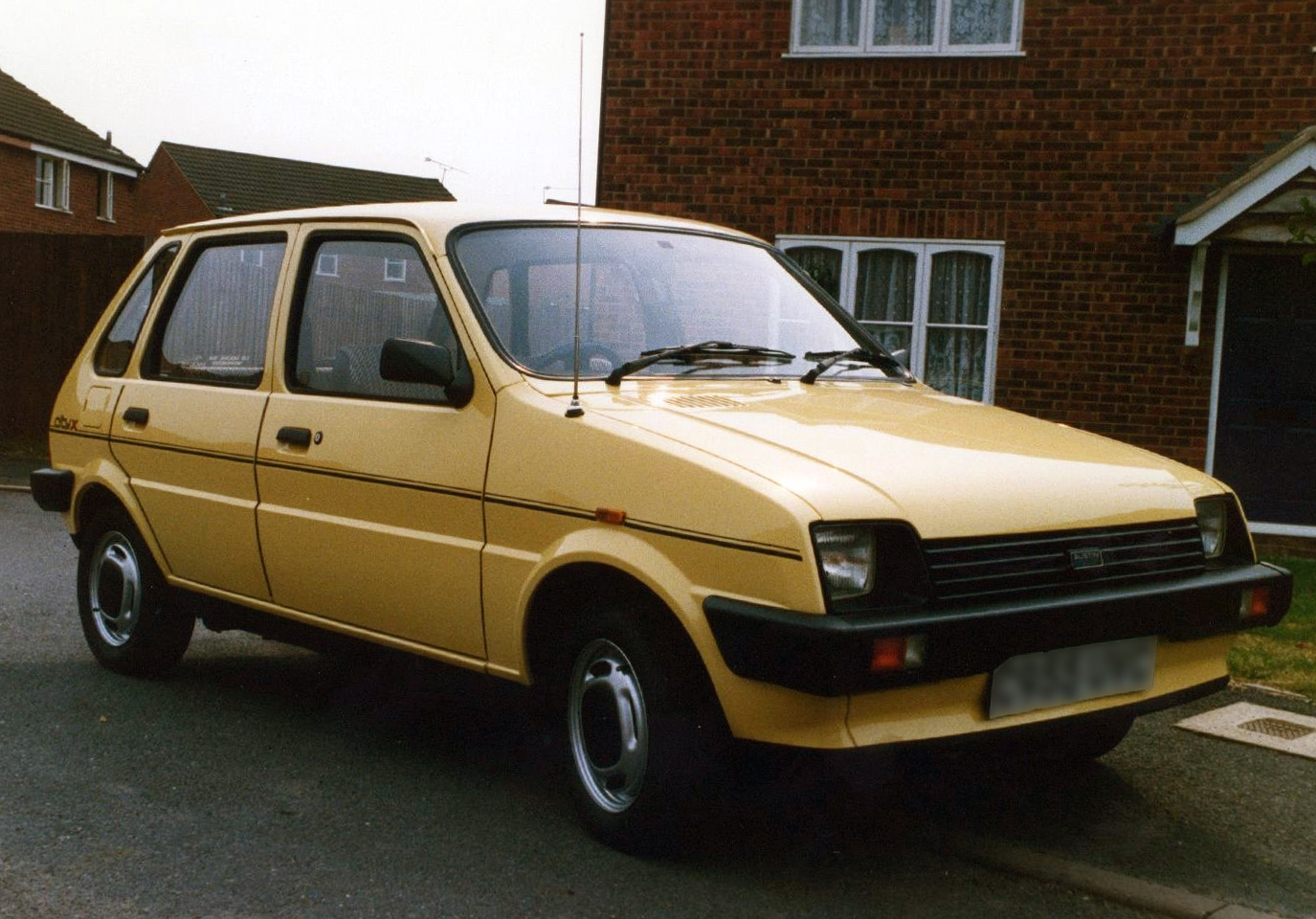
Austin Metro MKII City X (1985)

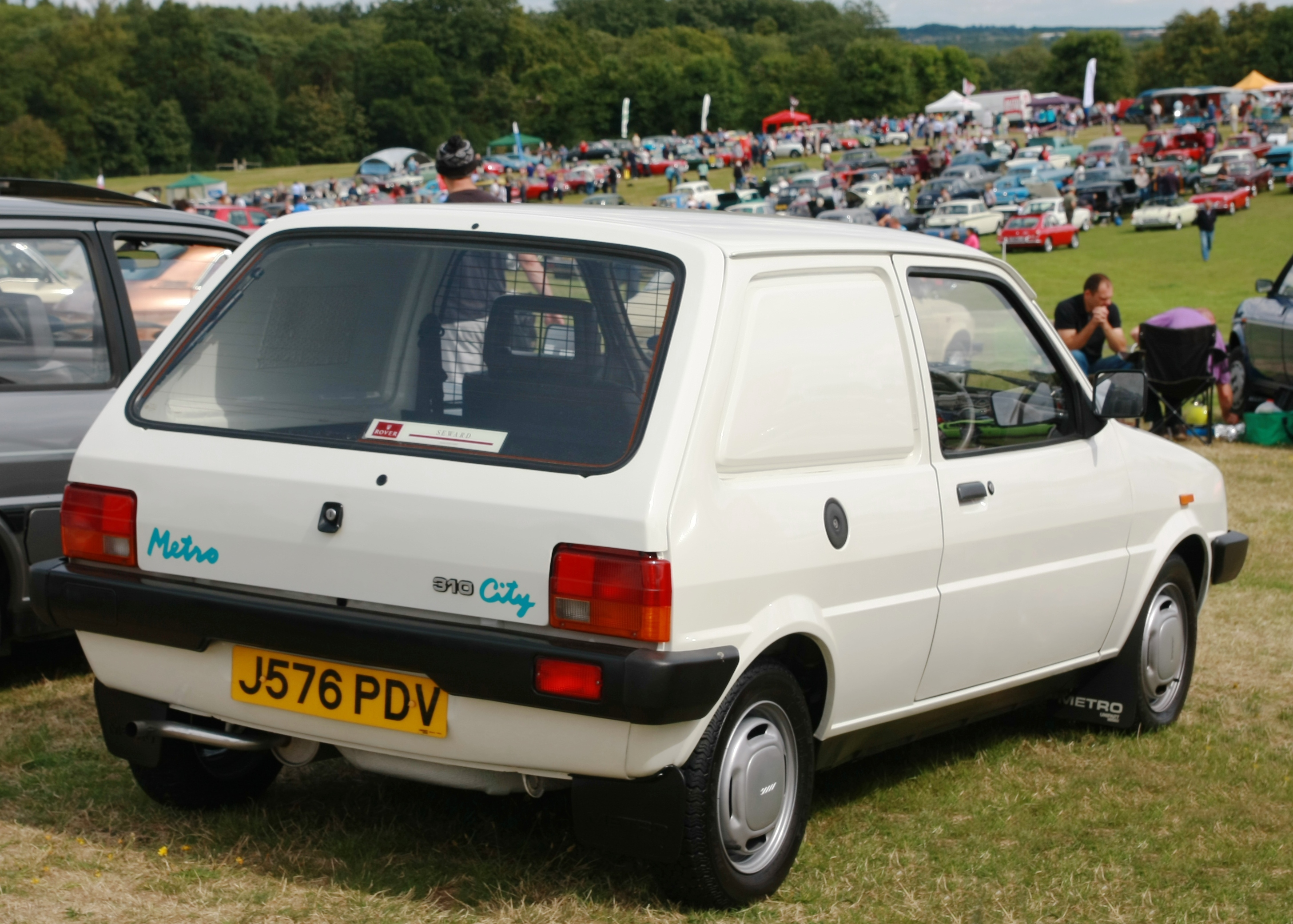
Rover Metro van

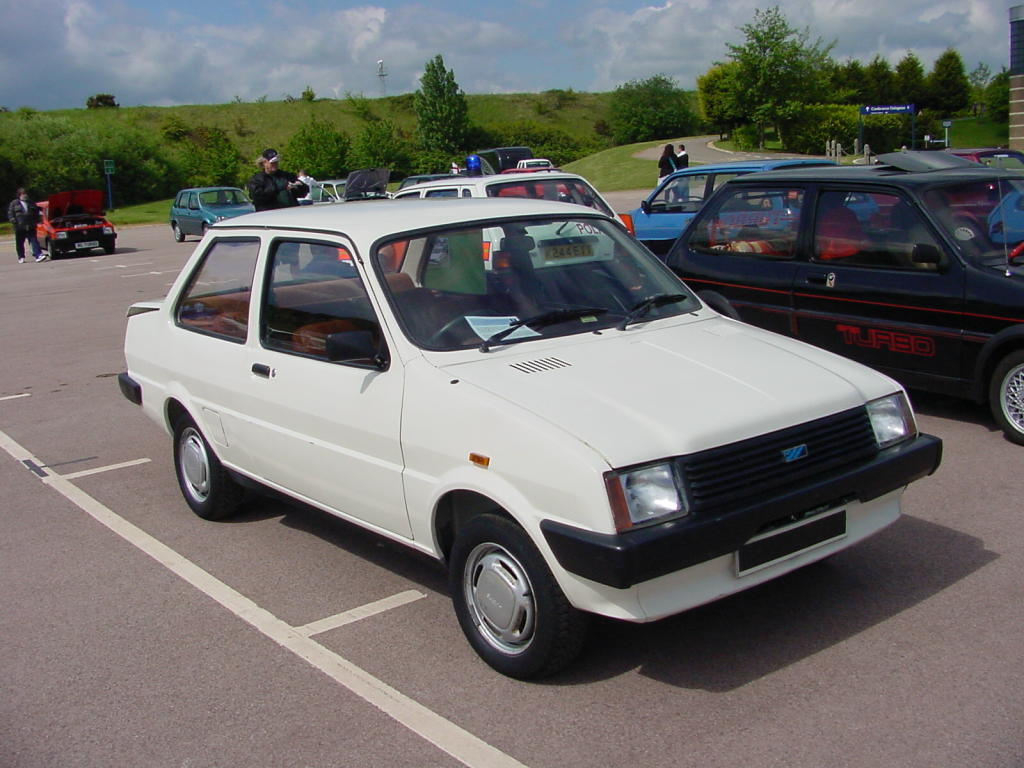
Prototip d'Austin Metro berlina

British Leyland (BL) va presentar l'Austin Mini Metro el 8 d'octubre de 1980. Els orígens del metro comencen al projecte ADO 88, que cercava un successor directe a l'històric Mini Minor. No obstant això, durant el procés de disseny, els executius van vore com els models utilitaris poc a poc eren més gran, per tant, van redissenyar l'Ado 88 per fer-ho més gran i alhora van decidir que el Mini Minor continuara produint-se com a una opció de baix cost a la gama Austin. Els dissenyadors en cap del projecte van ser David Bache i Harris Mann.
El nom del model fou elegit per una votació entre els treballadors de la planta de Longbridge, recentment robotitzada i preparada per a la producció massiva del nou model. Els noms a elegir eren "Match", "Maestro" o "Metro". Les versions furgoneta del Metro, presentada l'any 1982, van rebre diverses denominacions durant la seua vida, com ara Morris Metro fins a l'any 1985, Austin Metro 310 fins al 1986 i Metrovan 310 cap al final de la seua producció.
El nou Austin Metro equipava molta mecànica procedent del Mini, com ara les dues motoritzacions disponibles de 998 cc (1.0 Litre) i 1.275 cc (1.3 Litre), així com la transmissió davantera, caixa manual de quatre velocitats i la suspensió Hydragas, procedent de l'Austin Allegro.

### Austin Metro Vanden Plas (1982-1989)

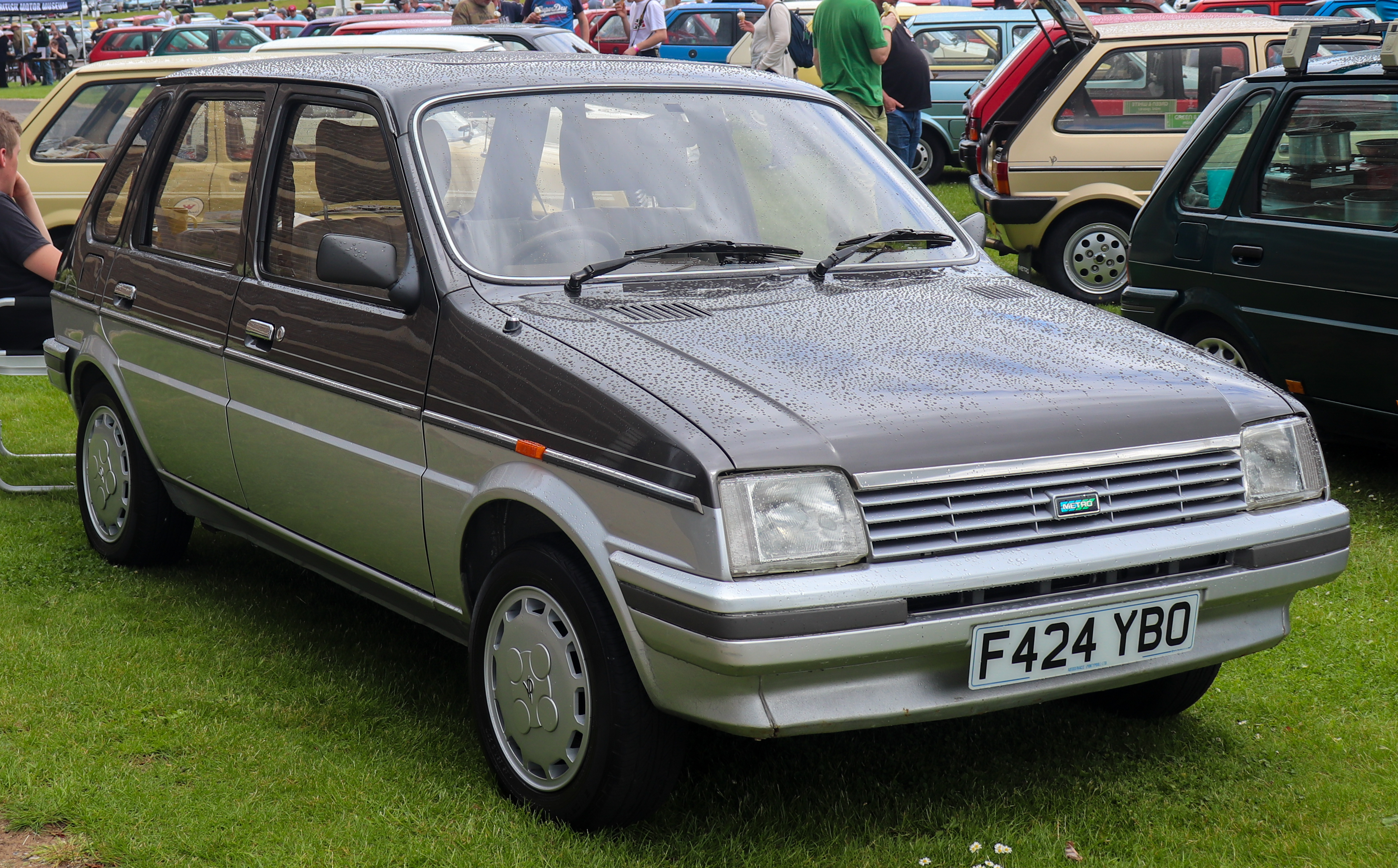
Austin Metro Vanden Plas (1988)

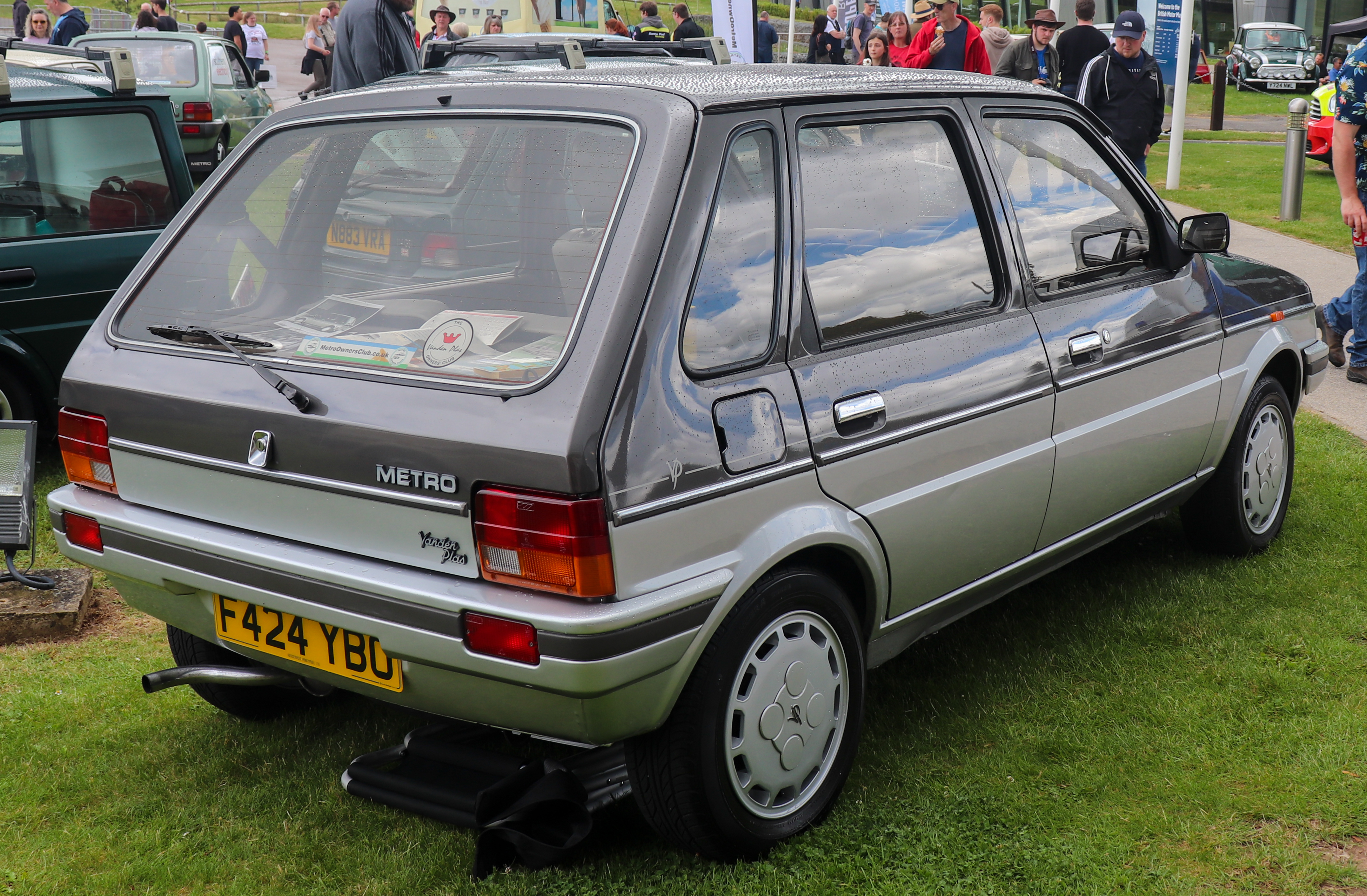
Austin Metro Vanden Plas (1988)

L'any 1981, BL va anunciar que aviat la gama del Metro es voria augmentada per una variant de luxe. Finalment, el maig de 1982 es presentà el Metro Vanden Plas, equipat amb molts luxes. A partir de l'any 1984, el Metro Vanden Plas va rebre la mateixa motorització que l'MG Metro amb excepció de la variant automàtica (VP Automatic), que mantenia el motor 1.275 cc de 63 cavalls. L'equipament de luxe del Metro Vanden Plas consistia en un ràdiocassette, finestres davanteres elèctriques, un panell de comandaments millorat i amb tacòmetre així com una sèrie d'opcions com ara ordinador de bord, tapisseria en pell, obertura remota del maleter i fars anti-boira davanters.

## MG Metro (1982-1989)

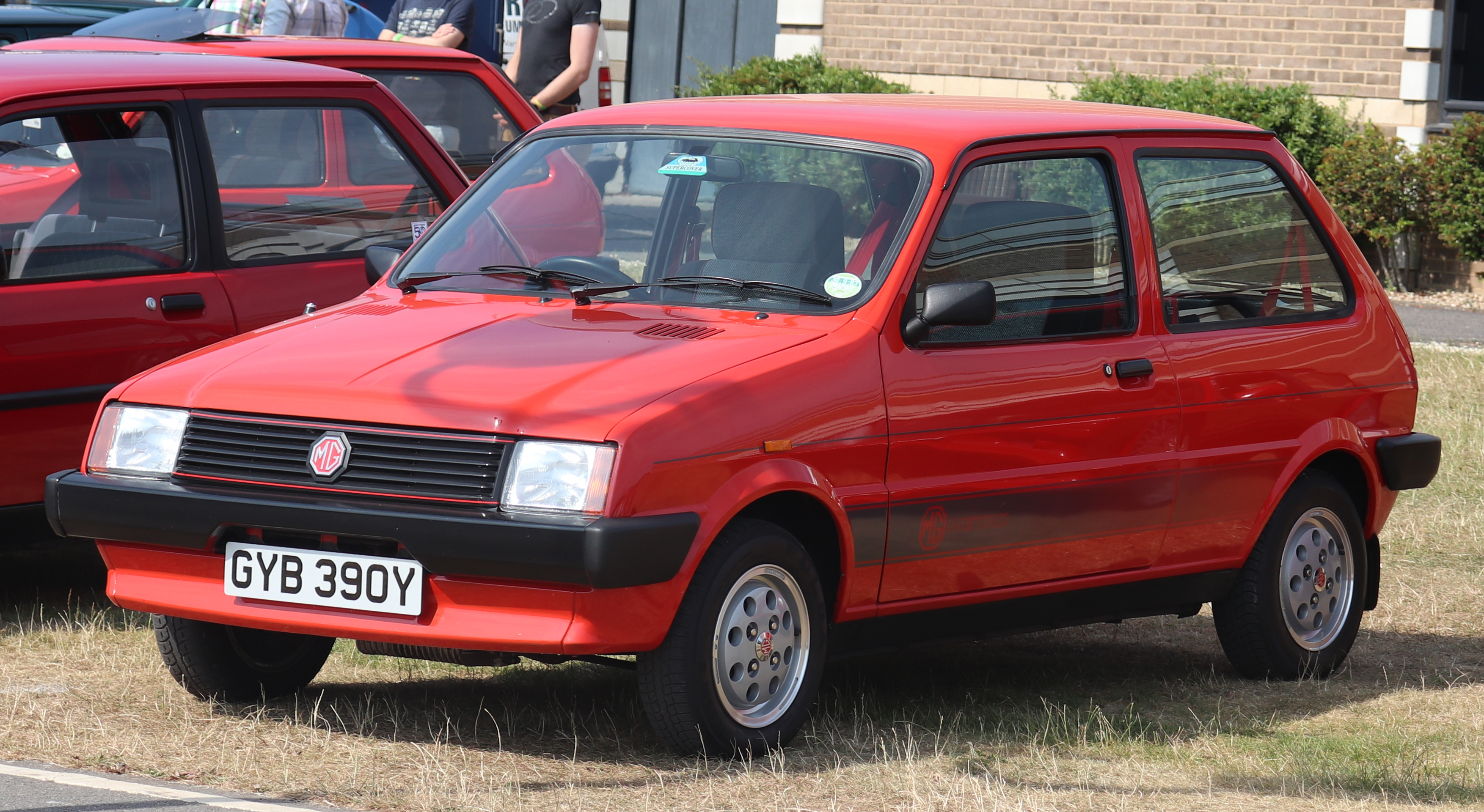
MG Metro 1.3 MKI (1983)

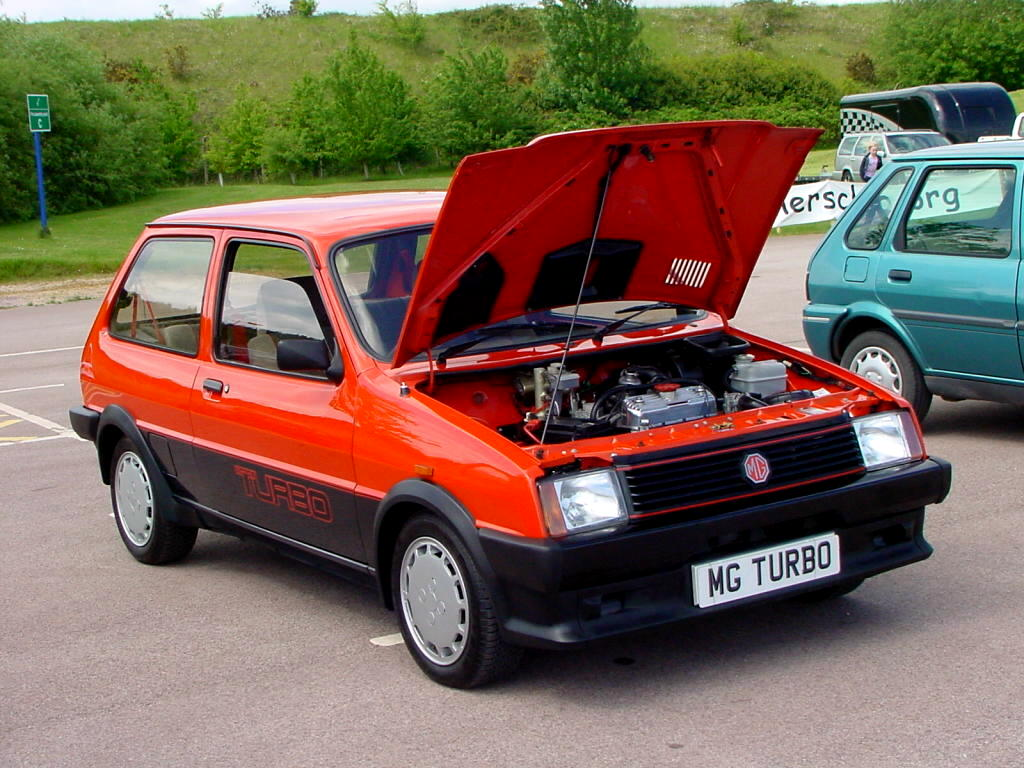
MG Metro Turbo MKI

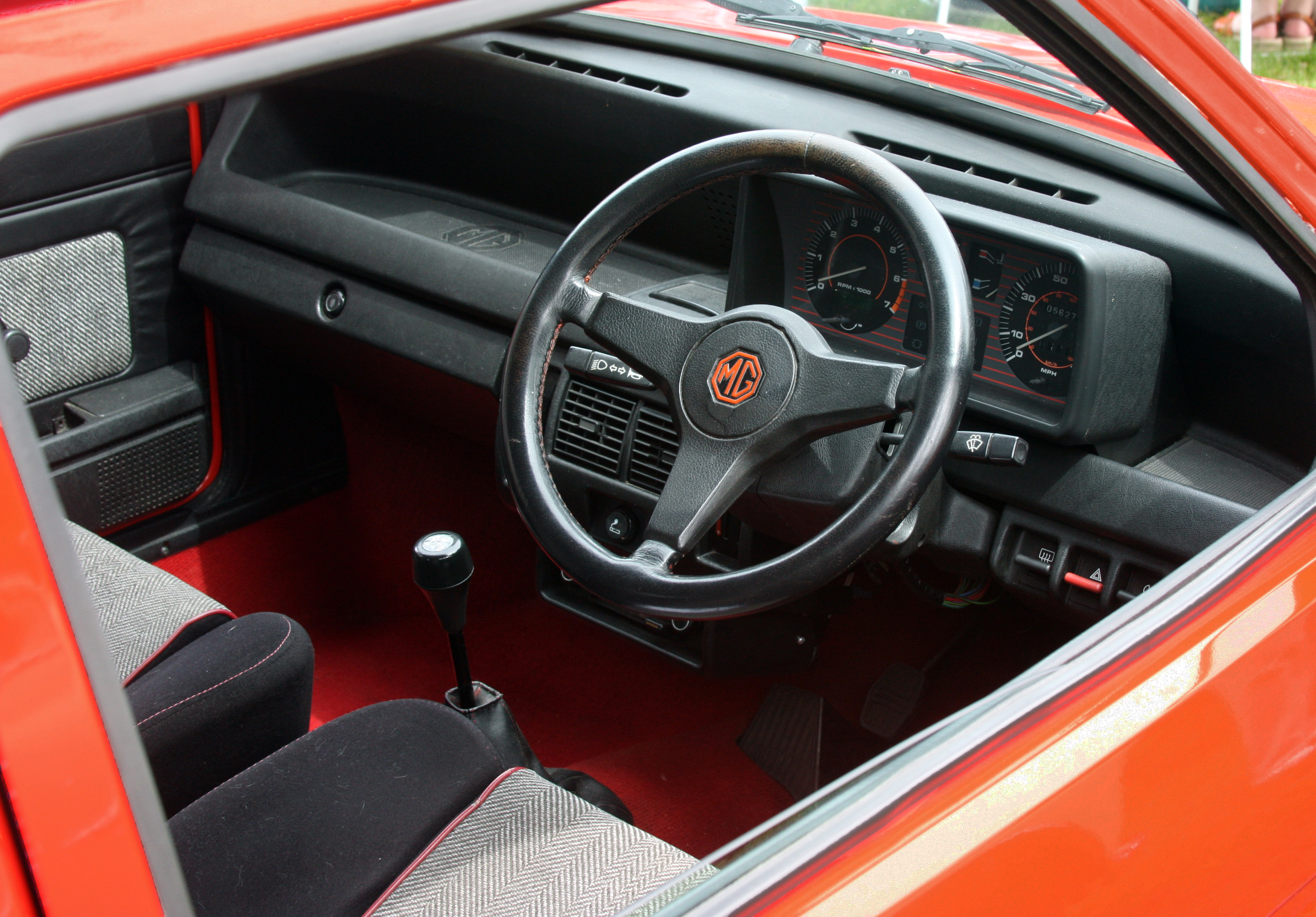
Interior MG Metro MKI (1982)

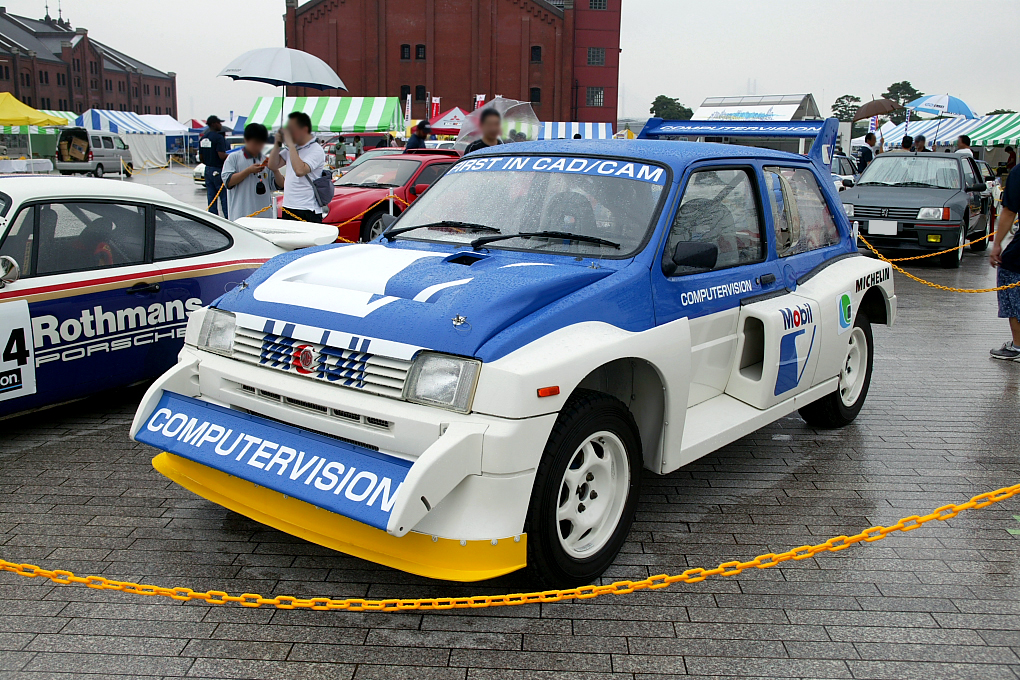
MG Metro 6R4 (1985)

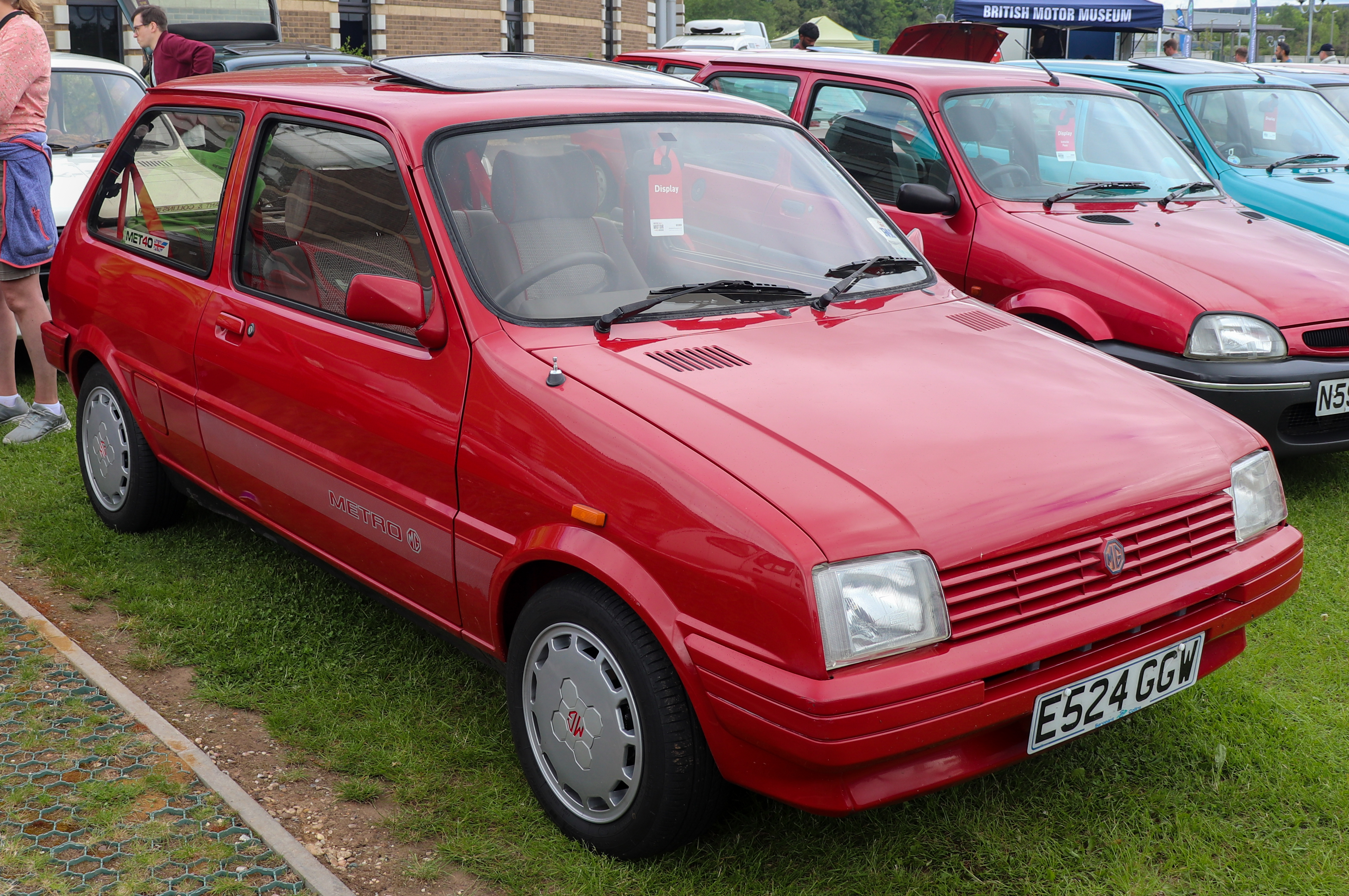
MG Metro 1.3 MKII (1988)

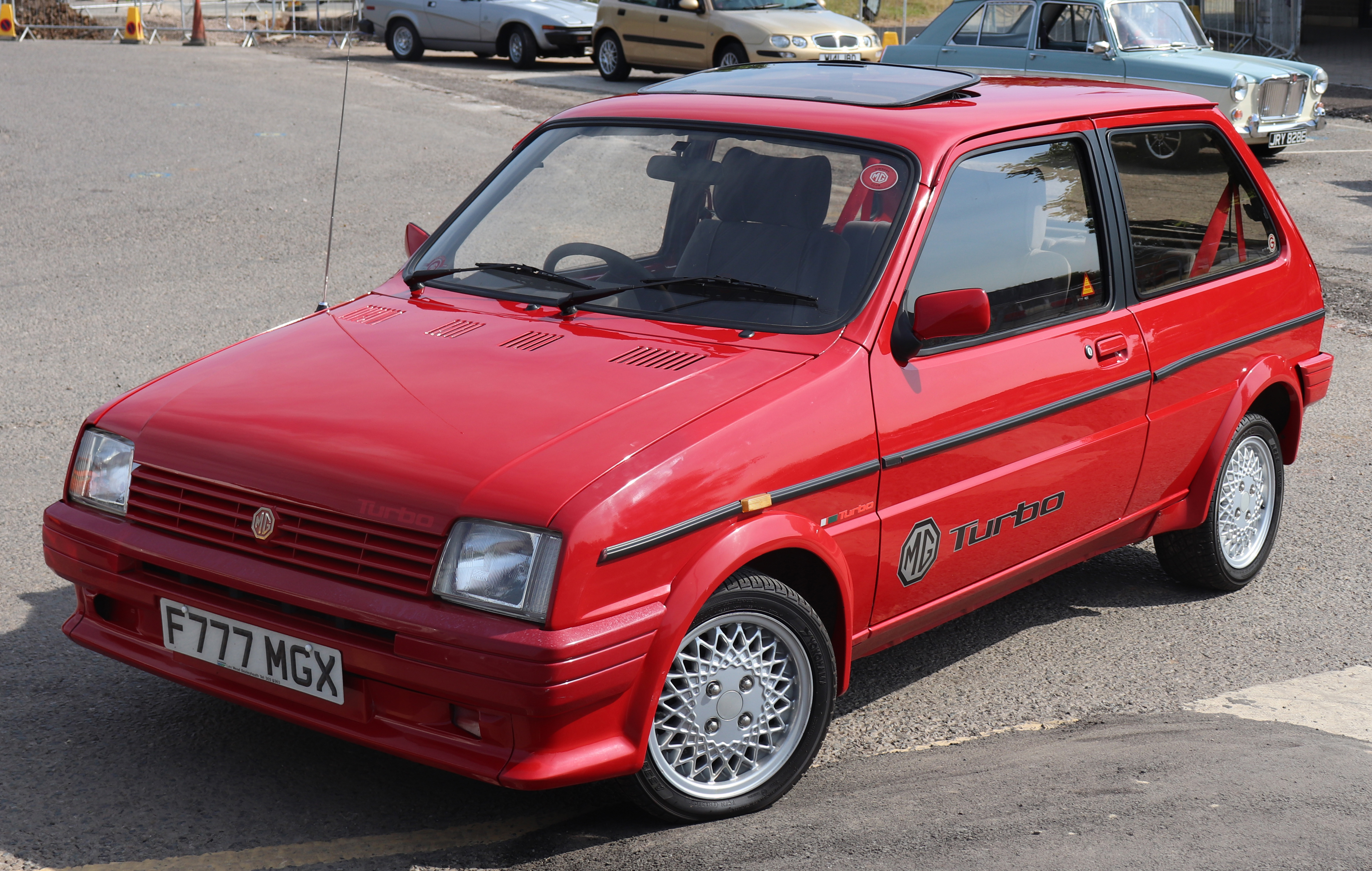
MG Metro Turbo MKII (1989)

L'any 1981, British Leyland (BL) va anunciar que aviat la gama del Metro es voria augmentada per una variant esportiva. El maig de 1982 es presentà l'MG Metro, que seria comercialitzat per la marca MG i no Austin. Aquest fet va suposar la tornada a l'activitat d'MG, inactiva des de la fi de producció de l'MG MGB l'any 1980.
La motorització 1.3 de l'MG Metro, provinent del Mini Cooper i compartida amb l'Austin Metro, es diferenciava d'aquest per una sèrie de millores esportives entre les quals estàn les vàlvules de major mida, les culates modificades, etc. Les dues versions del Metro (1.3 i Turbo) tenien un interior pròpi de caràcter esportiu amb cinturons de seguretat i catifes en color roig, així com un volant esportiu.
A l'octubre de 1982 es presentà l'MG Metro Turbo, una versió basada en el motor de 1.300 cc amb turbocompressor. L'any 1985 es presentà l'MG Metro 6R4, una versió del metro amb el motor atmosfèric preparada per a la competició en rallies.
L'any 1989 deixà de produir-se l'MG Metro en totes les seues versions, passant a ser la base del nou Rover Metro.

## Rover Metro (1990-1994)

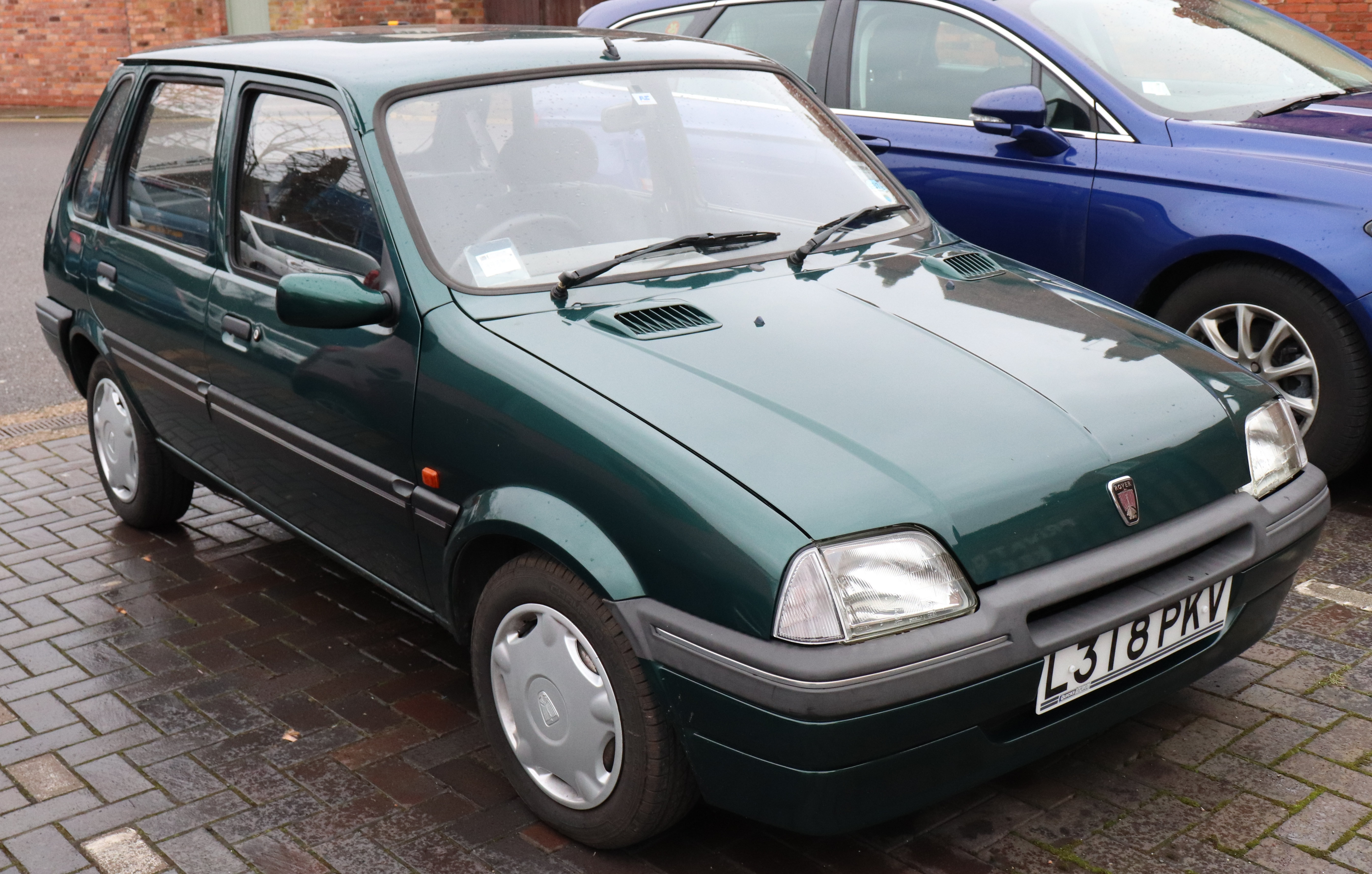
Rover Metro 1.1 (1993)

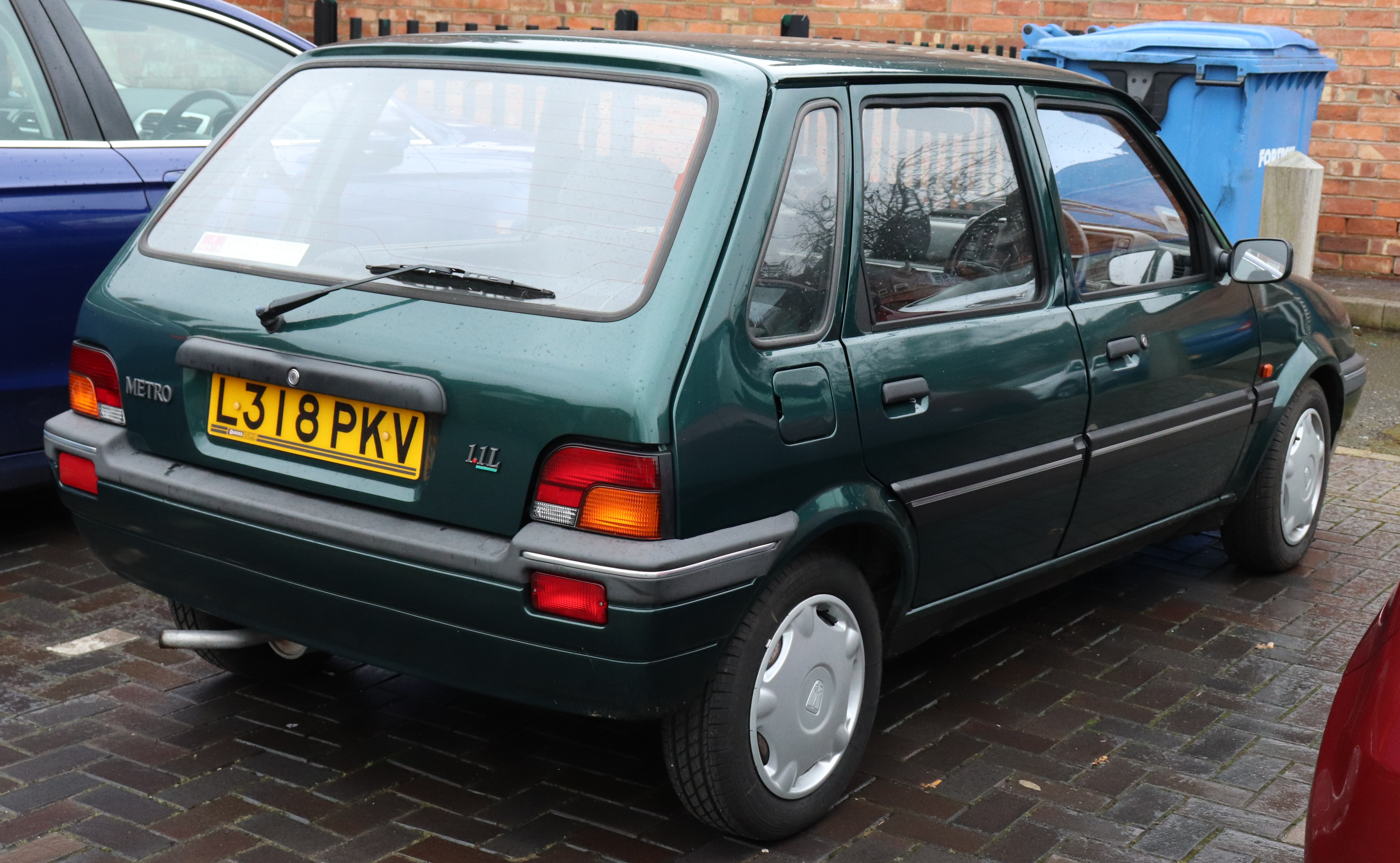
Rover Metro 1.1 (1993)

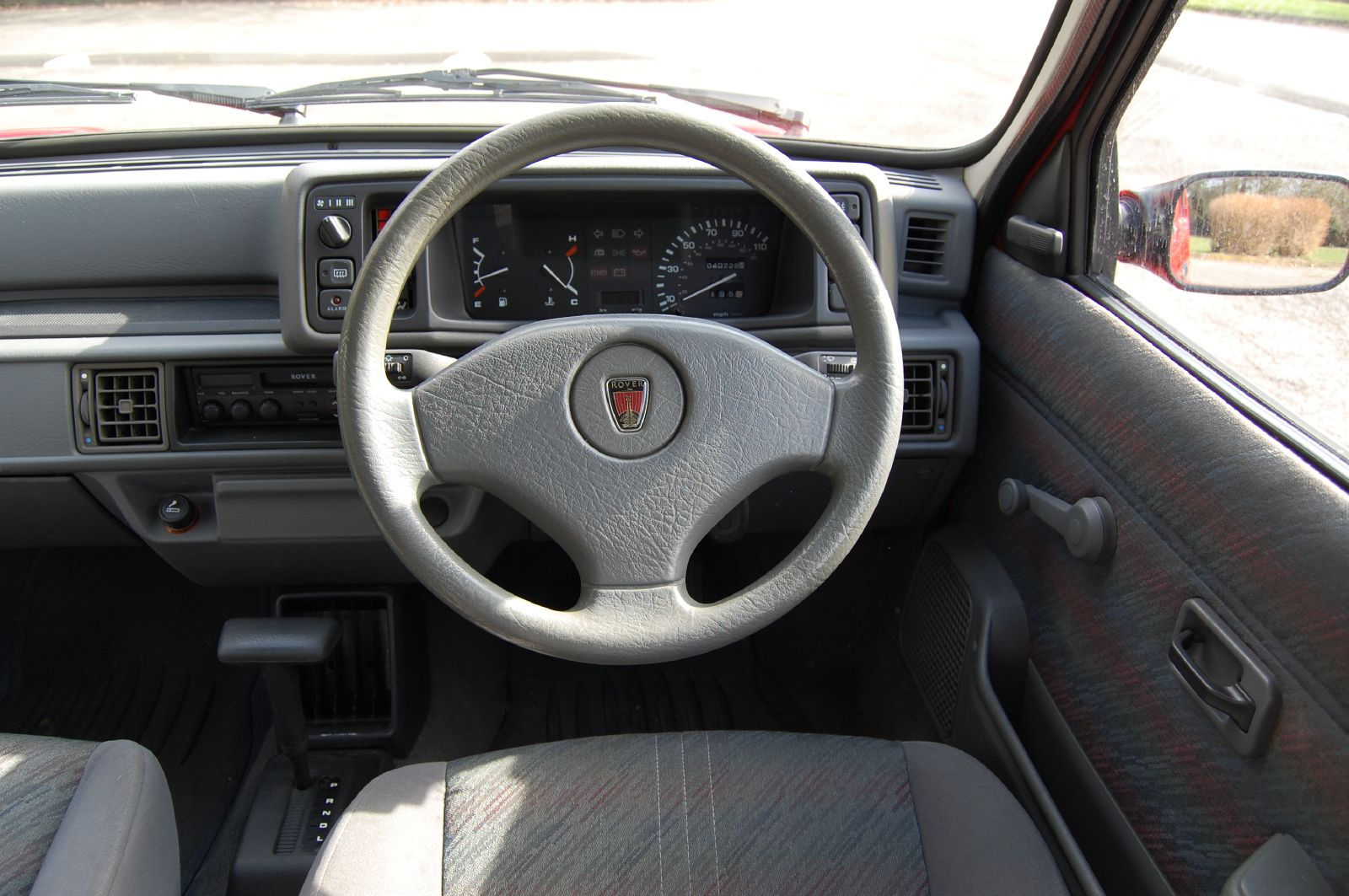
Panell del Rover Metro 1.4 Li

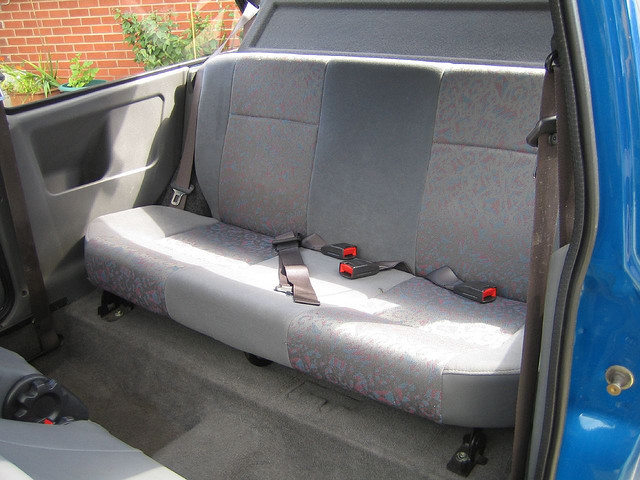
Interior Rover Metro Rio

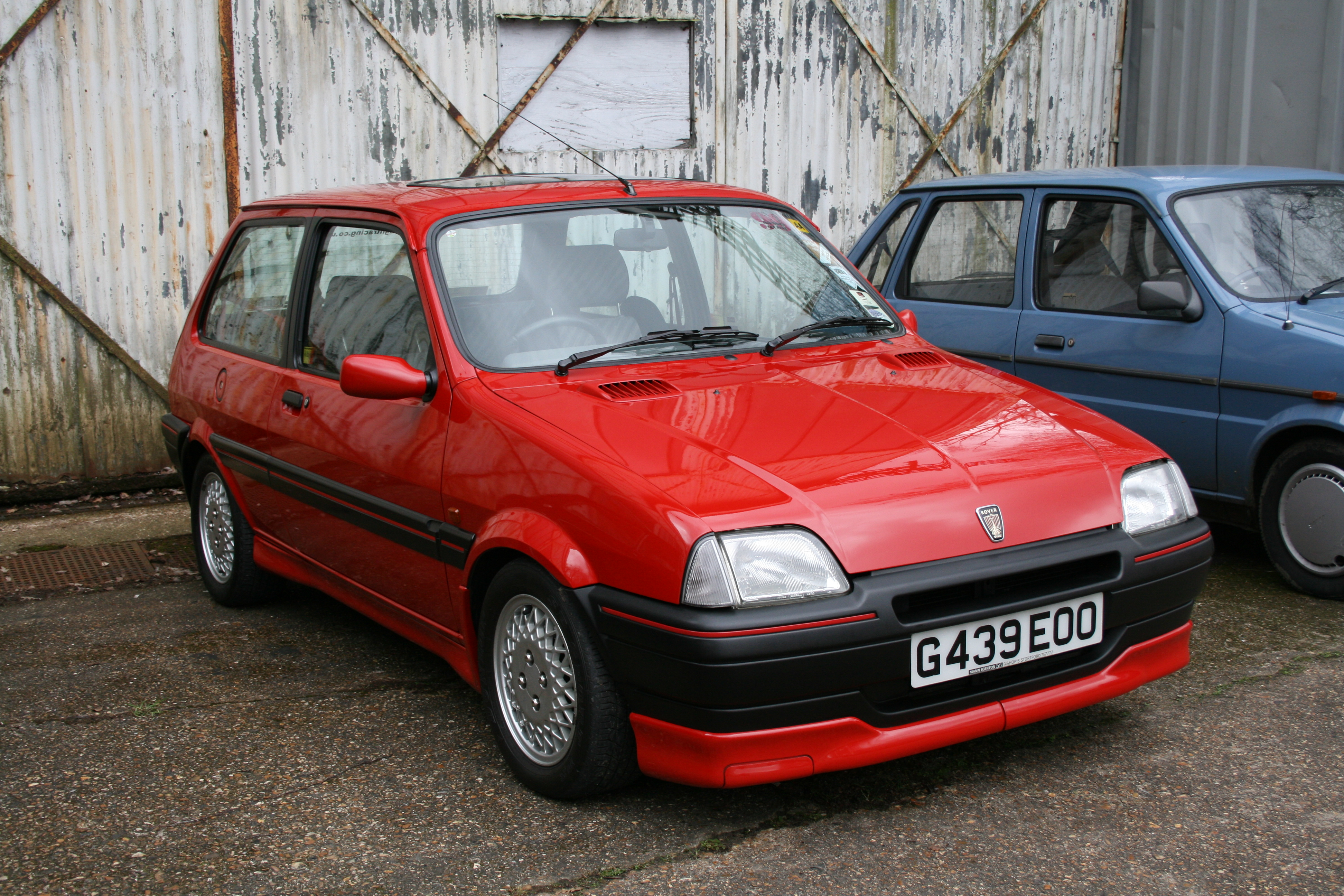
Rover Metro 1.4 GTi (1990)

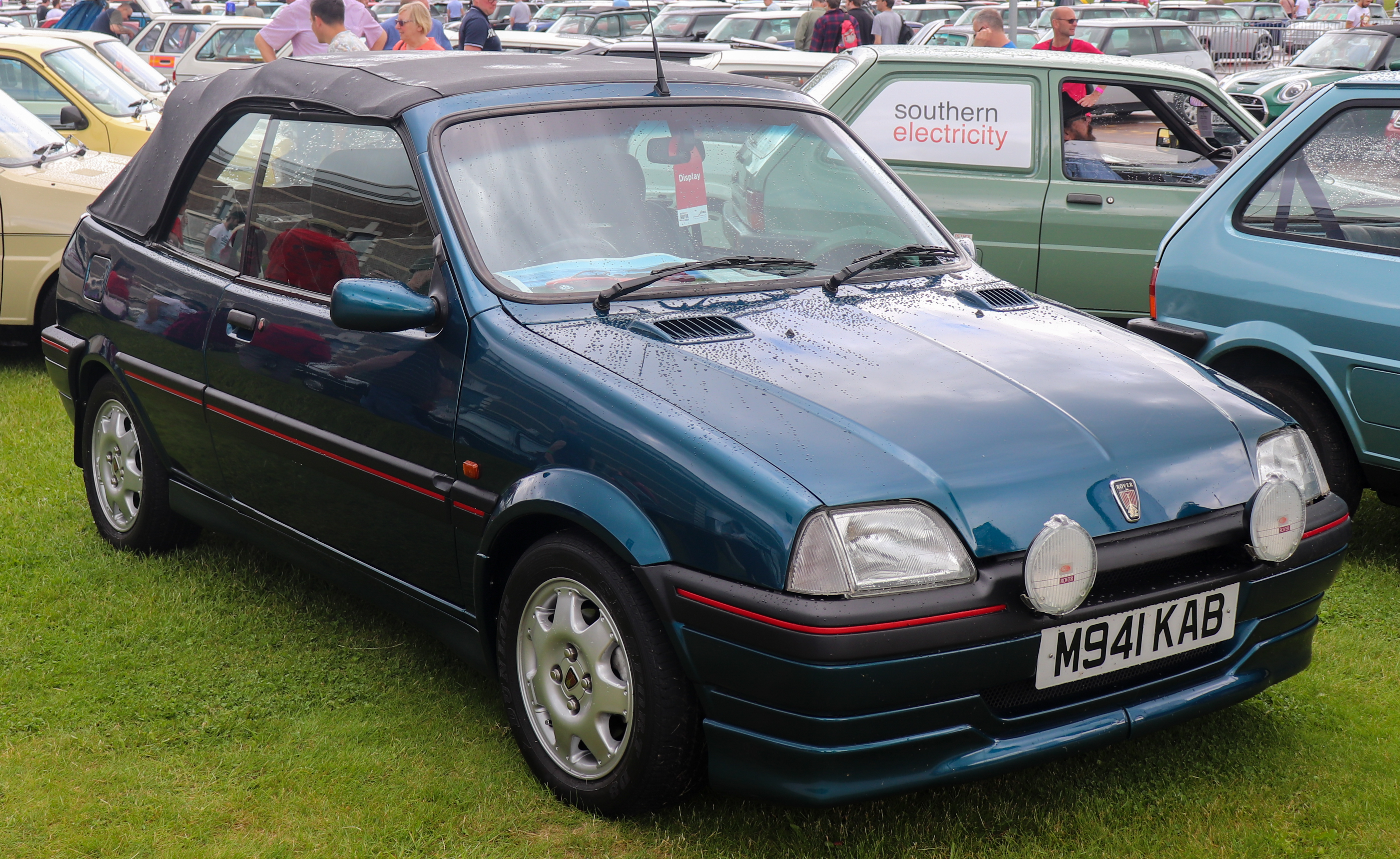
Rover Metro 90 Convertible 1.4 (1994)

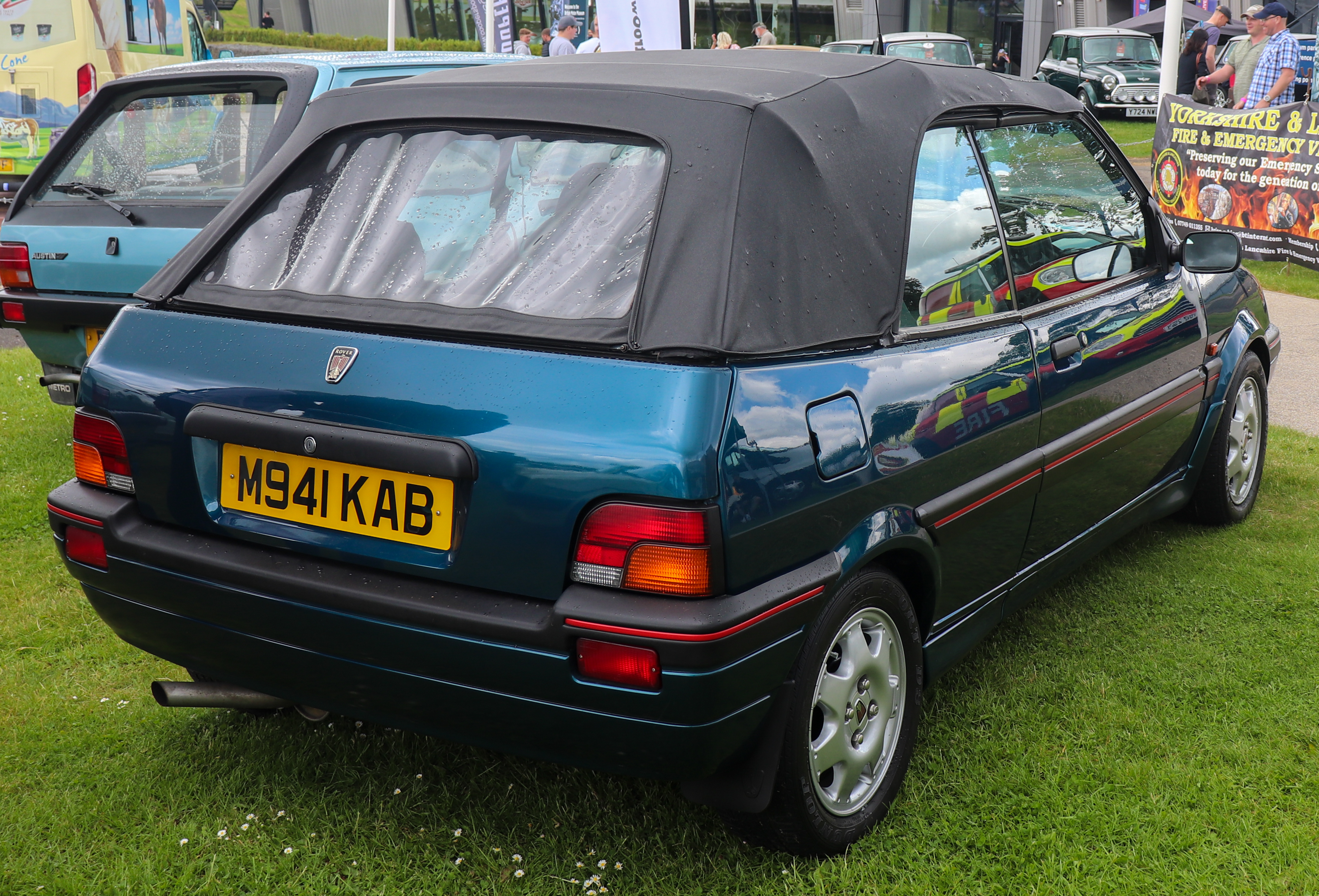
Rover Metro 90 Convertible 1.4 (1994)

Quan a finals de l'any 1987 el recentment creat grup Rover va dissoldre la marca Austin, el model Metro va ser despullat del nom d'Austin i passà a comercialitzar-se sense marca, només com a "Metro". Finalment, el maig de 1990 va presentar-se el Rover Metro, consistent en una versió molt revisada i millorada de l'Austin Metro i que, a més, incloia una nova gama de motors.
Els antics motors 1.0 i 1.3 del Mini van deixar pas als nous motors Rover 1.1 (1118 cc) i 1.4 (1396 cc). L'any 1993, el Metro va introduir un motor diesel per primera vegada, un 1.4 de Peugeot-Citroën provinent dels Citroën AX i Puegeot 106. L'afamada i tradiciona suspensió Hydragas també fou revisada i modificada. També van existir les versions GTi i GTa, de caràcter més esportiu.
Inicialment, el nou Rover Metro anava a tindre una nova carrosseria completament diferent a la de l'Austin i desenvolupada durant la dècada del 1990 anomenada "project AR6". Finalment, el nou model no tindria aquesta nova carrosseria fruit dels problemes financers del grup Rover i de la negativa a invertir més diners dels nous propietaris, British Aerospace. El nou model es va presentar amb diverses carrosseries modificades a partir de les de l'antic Austin Metro: berlina de tres i cinc portes, cabriolet i furgoneta de tres portes o "panel van".
Els models destinats a l'exportació a la resta d'Europa van rebre el nom genèric de Rover 100, sent la versió amb motor 1.1 el Rover 111 i la versió amb 1.4 Rover 114. Inicialment, el Rover Metro havia de ser reemplaçat pel nou Rover 200, presentat l'any 1995, però el Metro encara viuria una generació més, de 1994 a 1997 com a Rover 100, equipant diferents canvis estètics i mecànics.

## Rover 100 (1994-1998)

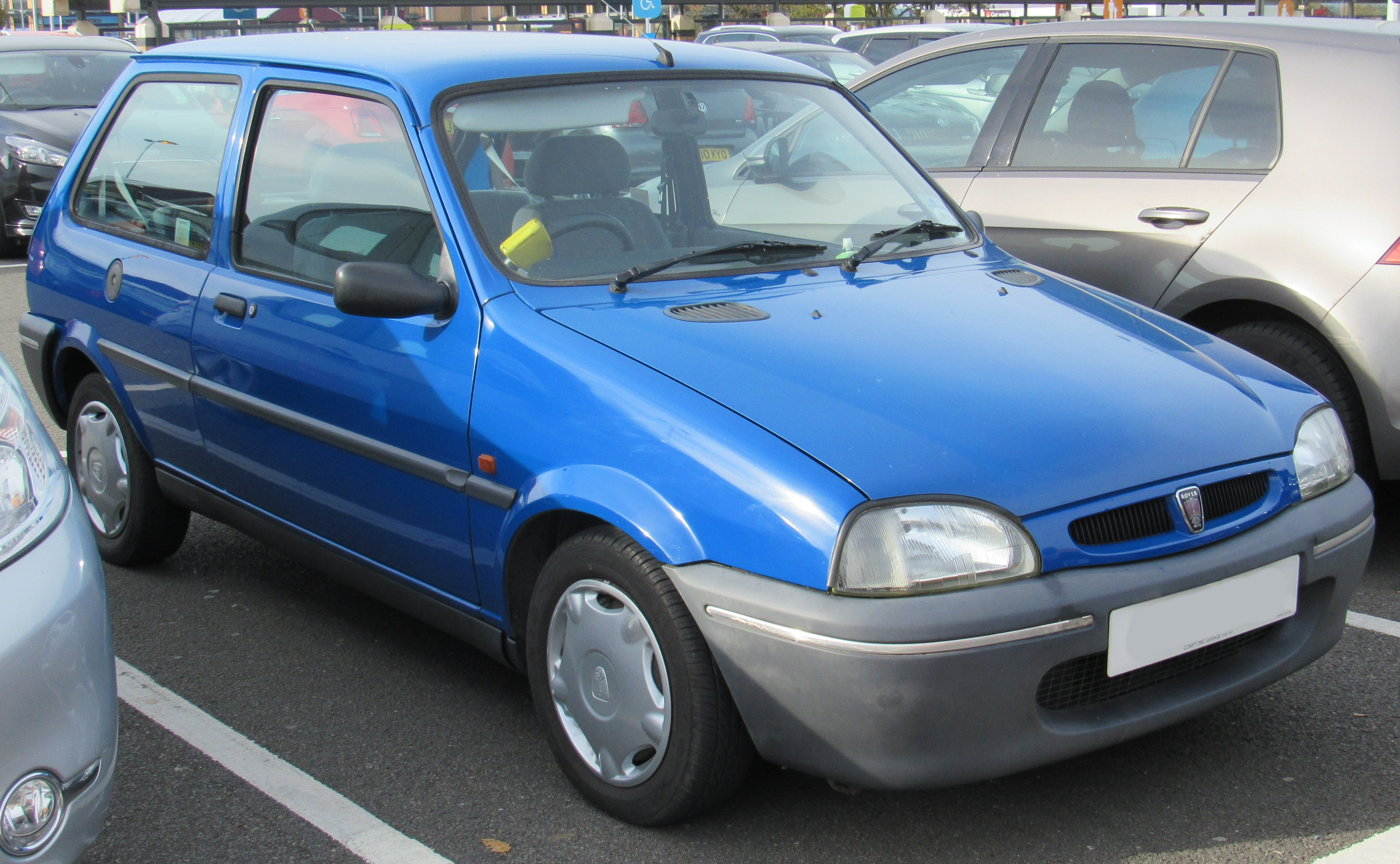
Rover 111i (1995)

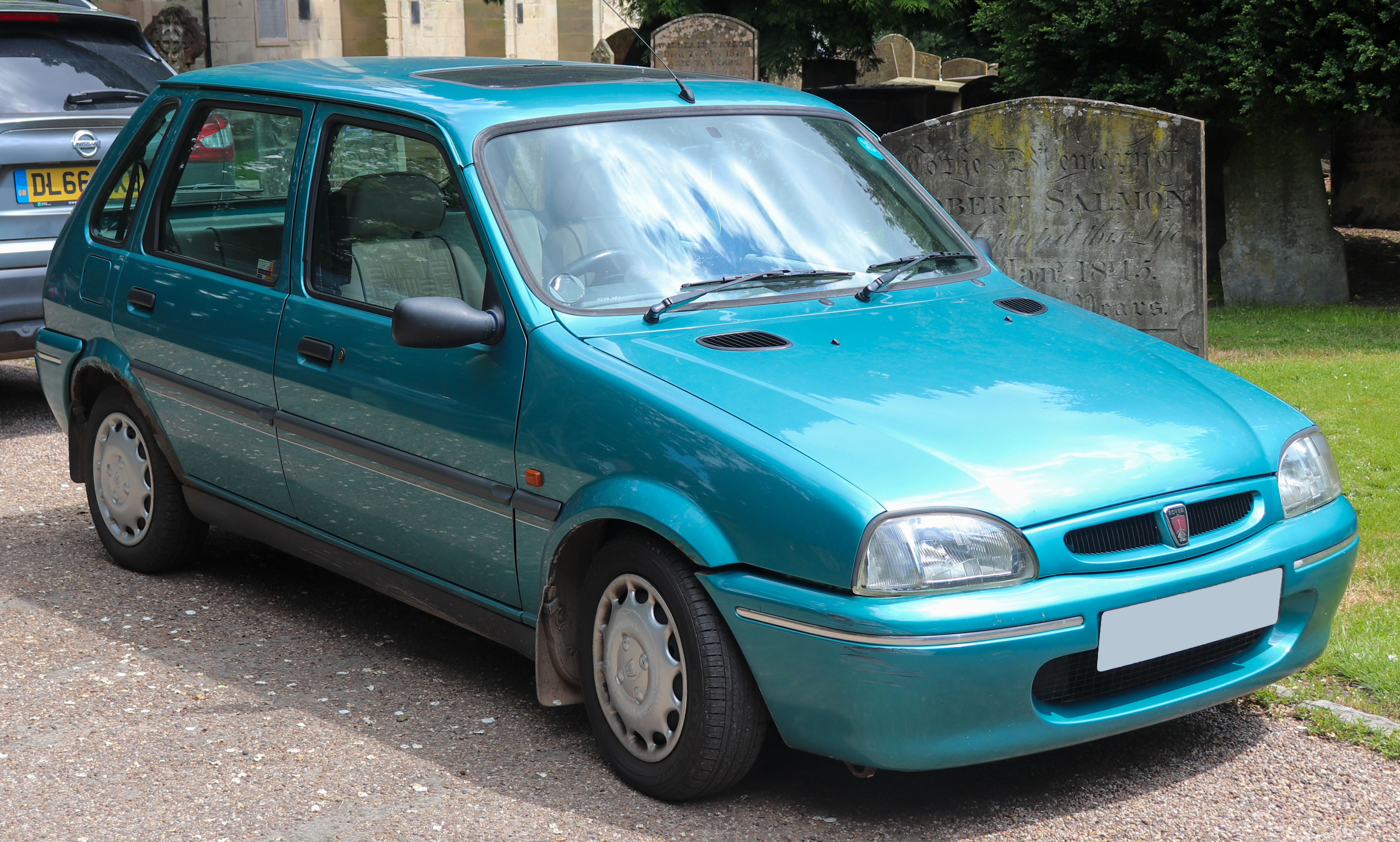
Rover 111 Ascot SE (1997)

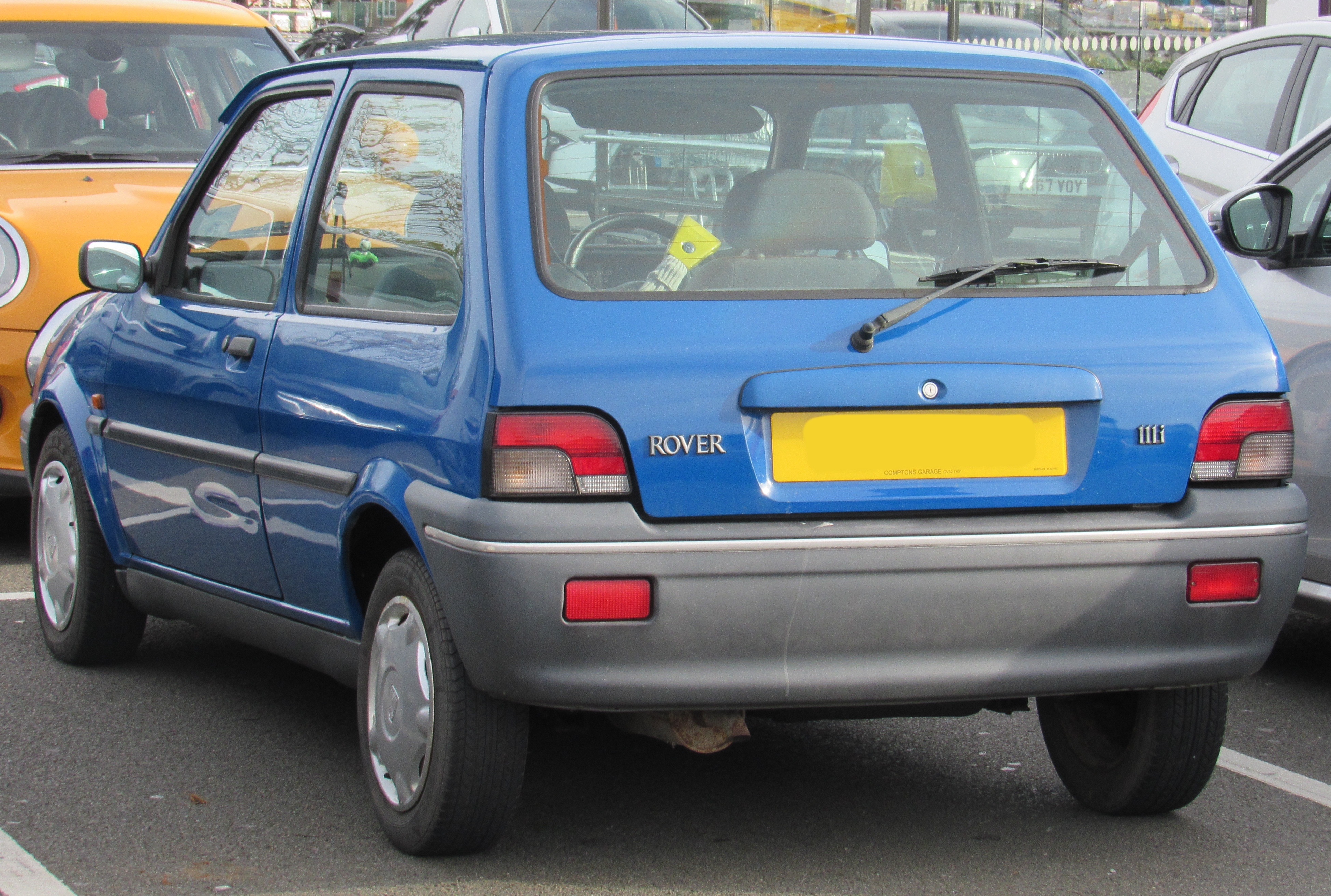
Rover 111i (1995)

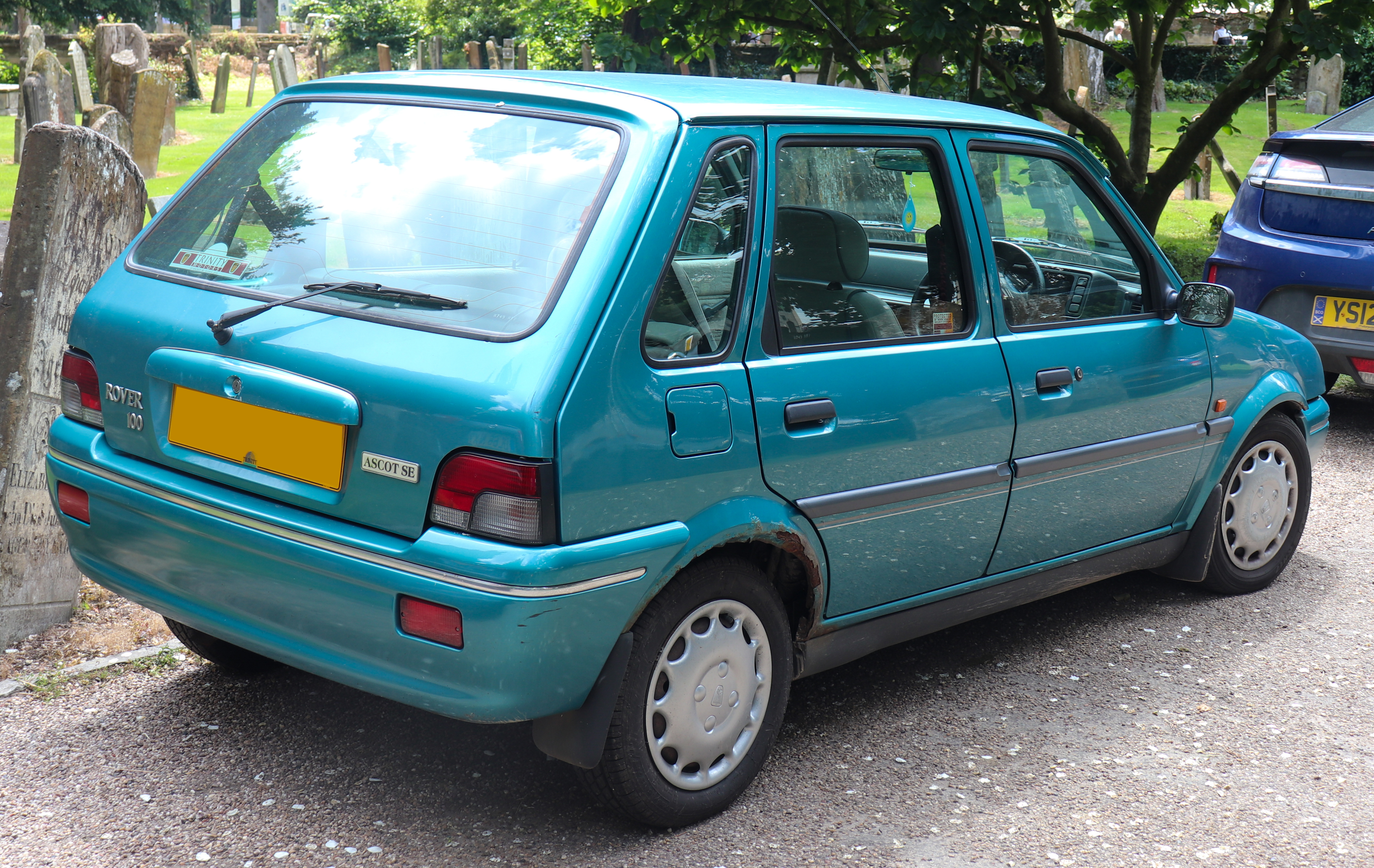
Rover 111 Ascot SE (1997)

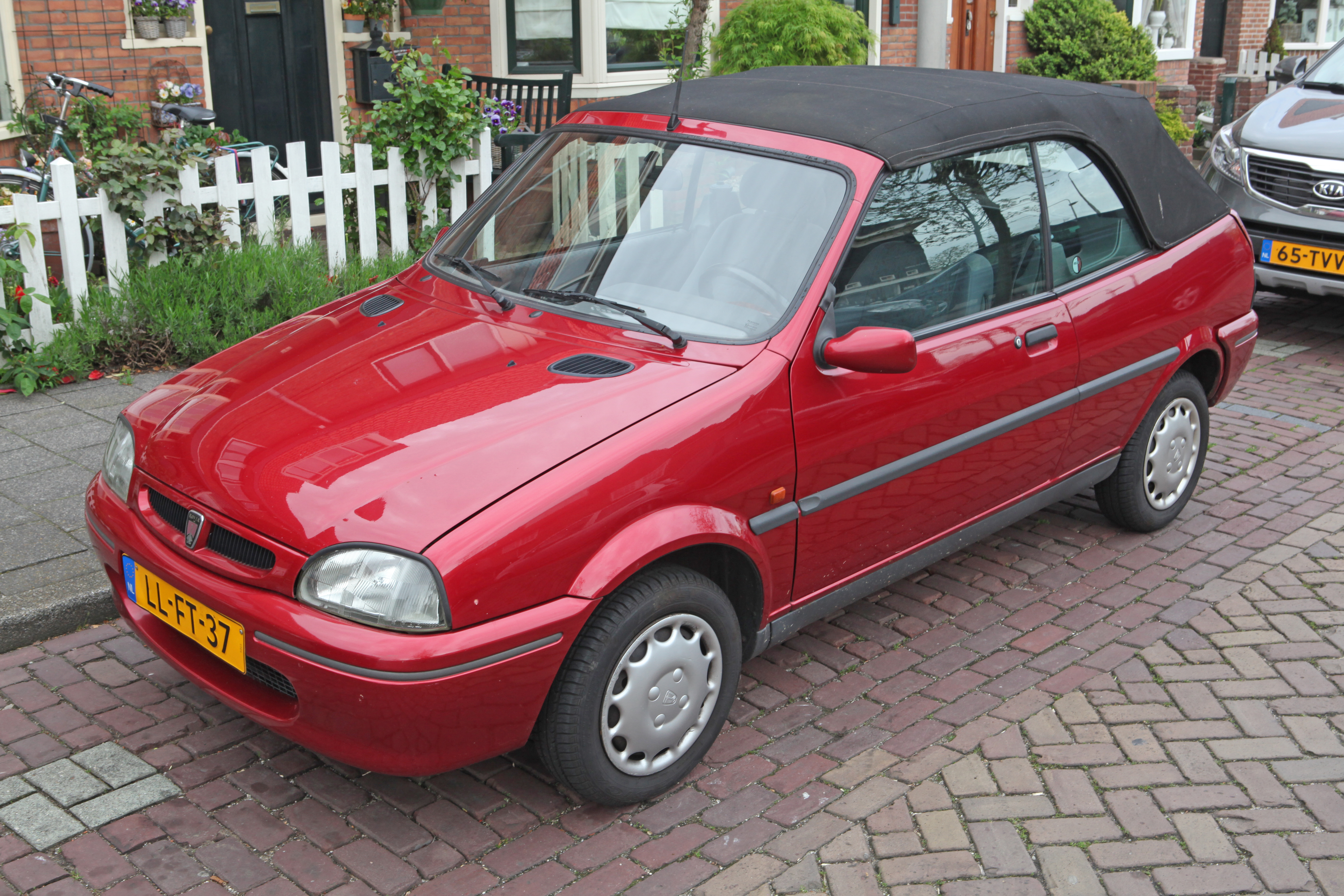
Rover 111 Convertible (1995)

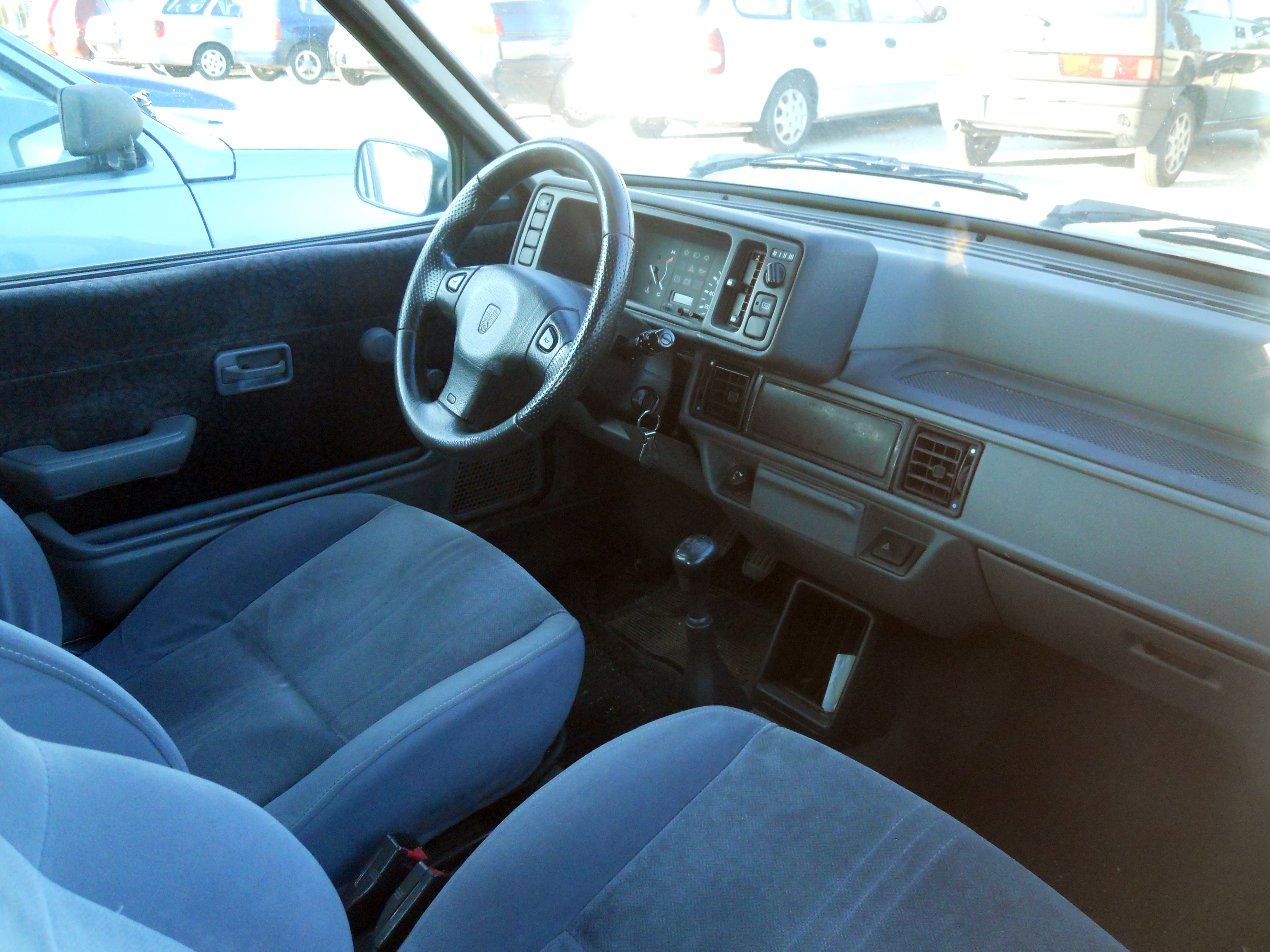
Interior Kensington SE (1996)

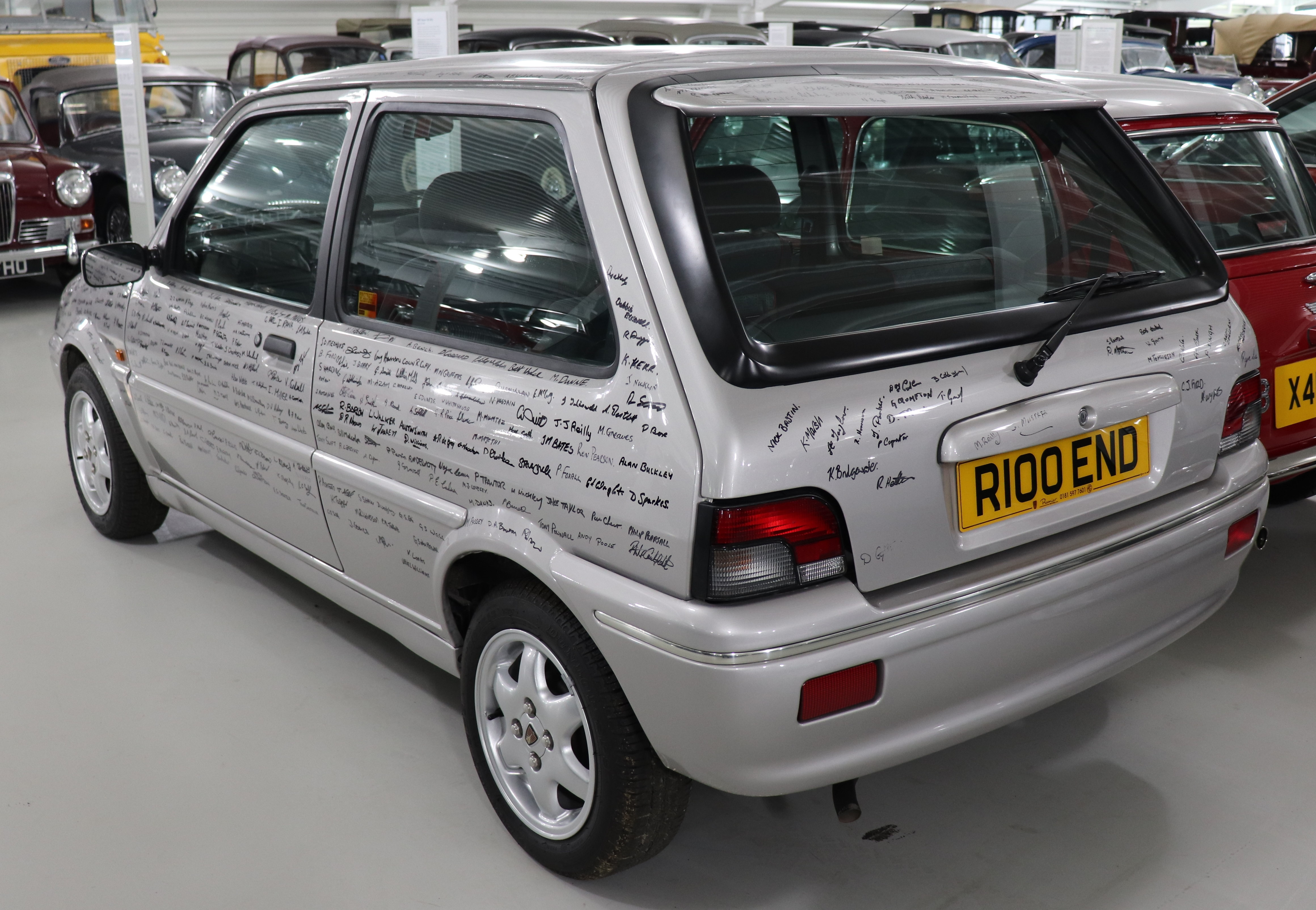
Rover 114 GTa, darrer exemplar produït (1997)

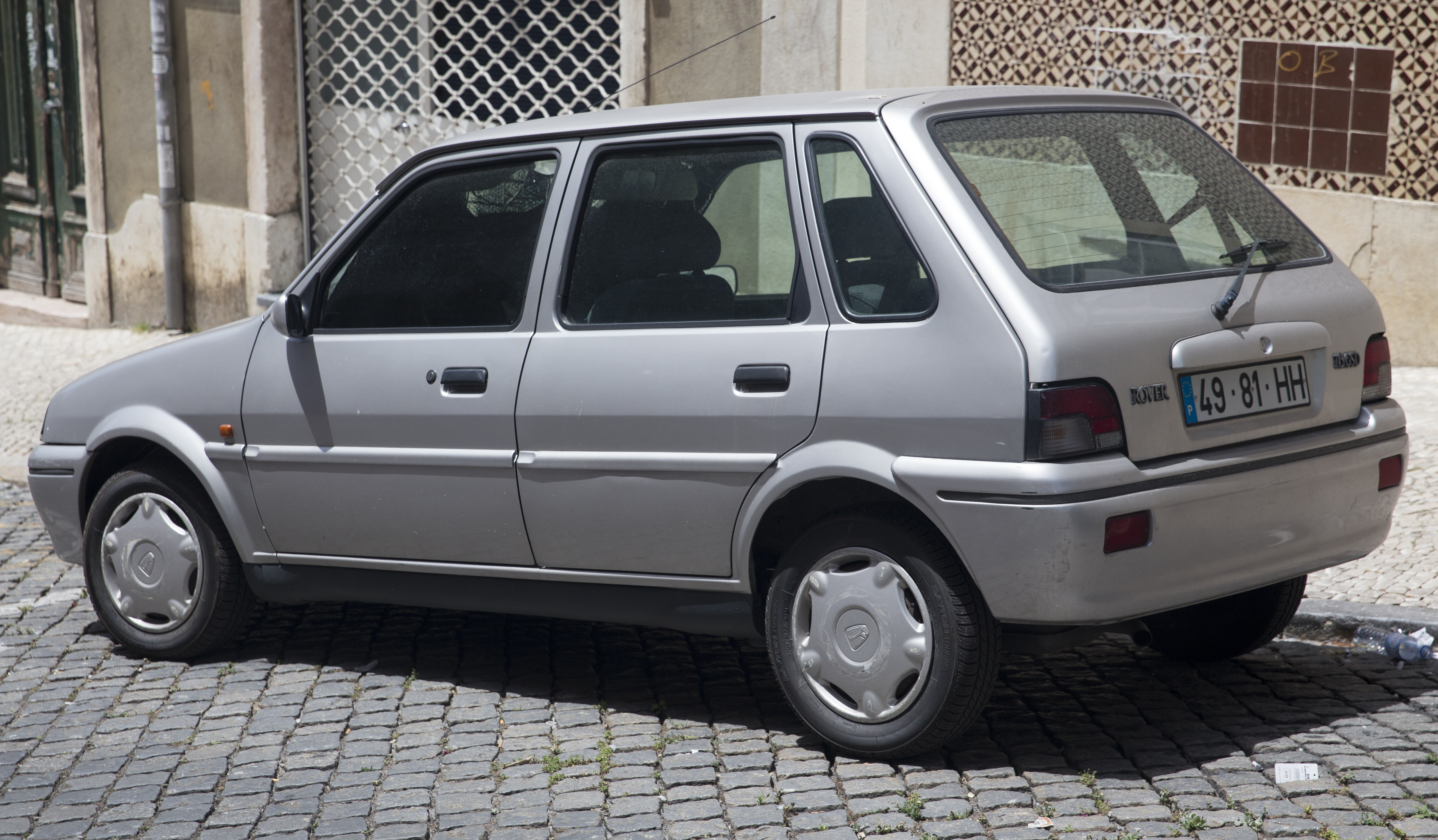
Rover 115 GSD a Lisboa

El desembre de 1994, va aparèixer el nou model derivat del Metro. Al Regne Unit, Rover finalment va adoptar la denominació Rover 100 per al model, abandonat la de Metro. Aquest canvi de nom ja l'havia adoptat el grup Rover a Europa quan presentà el Rover Metro l'any 1990 degut a la desaparició de la marca Austin.
Les motoritzacions del model van romandre pràcticament inalterables amb els propulsors 1.1 (111) i 1.4 (114) de gasolina i la suspensió Hydragas. No obstant això, l'antic motor 1.4 dièsel de la Peugeot-Citroën va ser reemplaçat per un nou dièsel 1.5 (115) de la mateixa companyia. Estèticament, Rover va tractar de modernitzar un model ja vell, així com fer-lo estèticament semblant als altres companyons de la gama Rover, ja que el 100 inicialment era l'Austin Metro.
El Rover 100 es comercialitzà en carrosseria de cinc i tres portes i cabriolet. Des dels inicis del model s'introduí la versió 114 GTa, una versió esportiva de tres portes amb el motor 1.4 cc. La diferència entre el 114 GTa i el 114 SLi (amb el mateix motor) era l'equipament esportiu del GTa, tant mecànica com estètica.
Finalment, el model es va dixar de produir a finals de l'any 1997, després d'uns dolents resultats a les proves Euro NCAP, sent substituït a la gama pel Rover 200, lleugerament més gran. Rover no tornaria a comptar amb un vehicle de la mida del 100 a la seua gama fins a l'any 2003, quan presentà el Rover CityRover, una versió local del Tata Indica, de manufactura índia i produït per Tata Motors.